# Österreichische Postbus AG
Die Österreichische Postbus AG ist ein Teil der ÖBB-Personenverkehr AG und das größte Busunternehmen in Österreich sowie das größte Einzelbusunternehmen in Europa. Es entstand 2003 aus den Bussparten der ÖBB und der Post und betreibt den Großteil des Überlandbus-Netzes. Die Österreichische Postbus AG betreibt fast 2500 Busse und beschäftigt fast 4000 Mitarbeiter. Dazu kommen noch fast 300 Busse und über 400 Mitarbeiter im Tochterunternehmen in Tschechien sowie die Busse der Subunternehmer in ganz Österreich.
Die Busse legen jährlich 157 Millionen Fahrzeugkilometer auf 865 Linien zurück und befördern dabei 215 Millionen Fahrgäste. Der mittlere Jahresumsatz lag 2023 bei 504 Millionen Euro.

## Geschichte

### Früher Postbusdienst

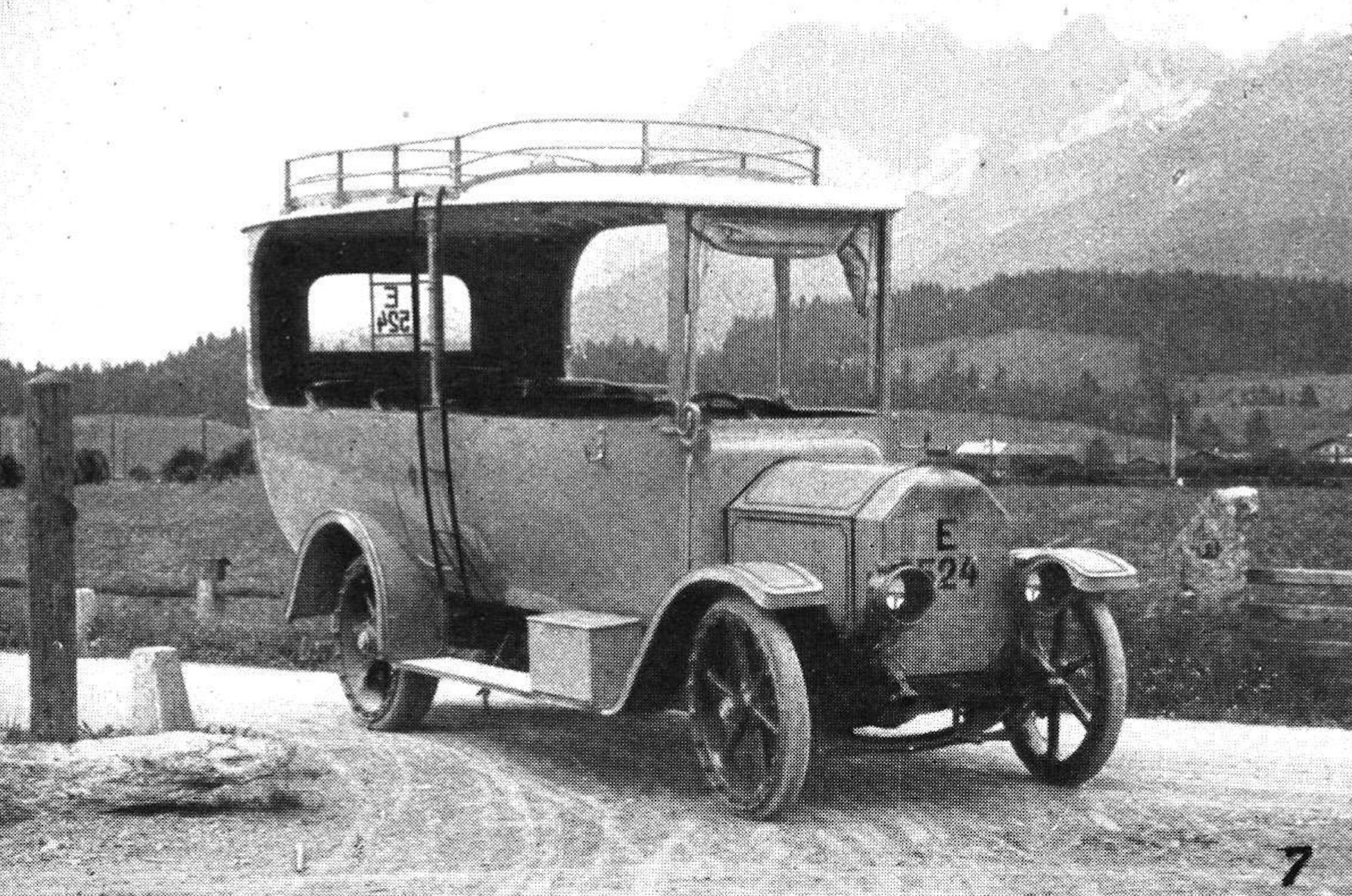
Einheitstype ET 13 (1913)

Ein Oberleitungsbus mit Postabteil in Gmünd (1907)

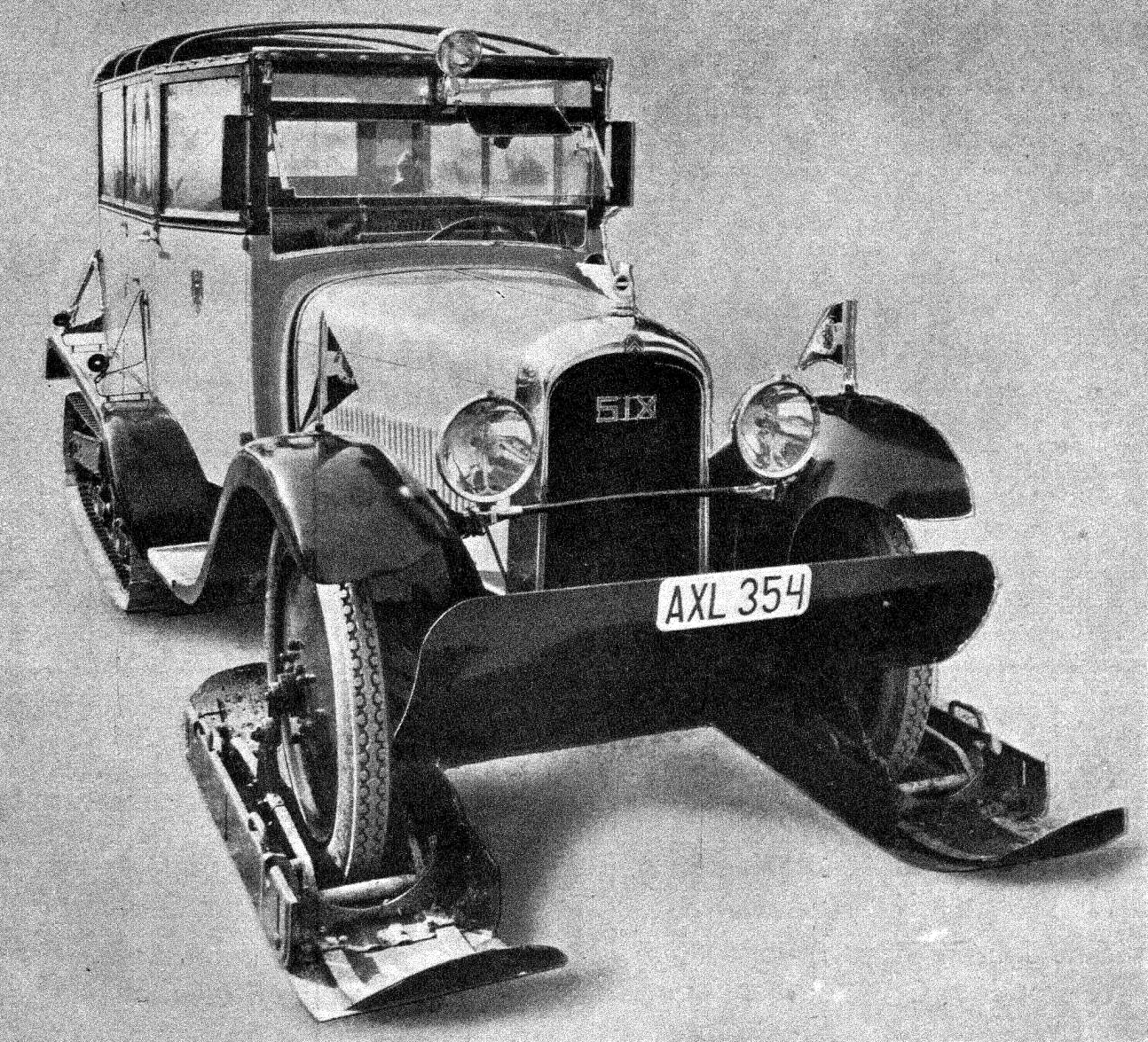
Citroën-Kégresse P15N für den Winterdienst im Gebirge

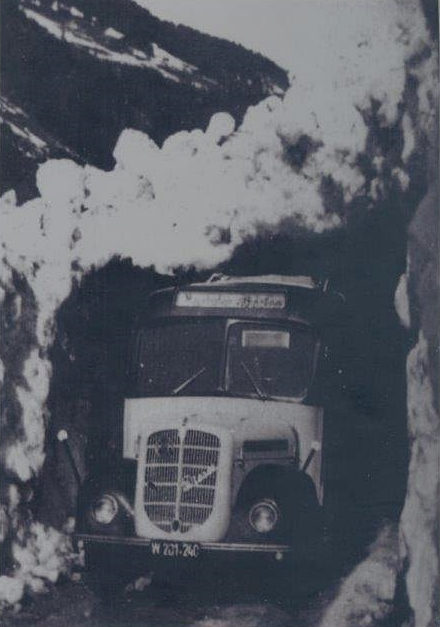
ÖAF-Postbus in einem Lawinenkegel auf der Linie nach Tux (1950er Jahre)

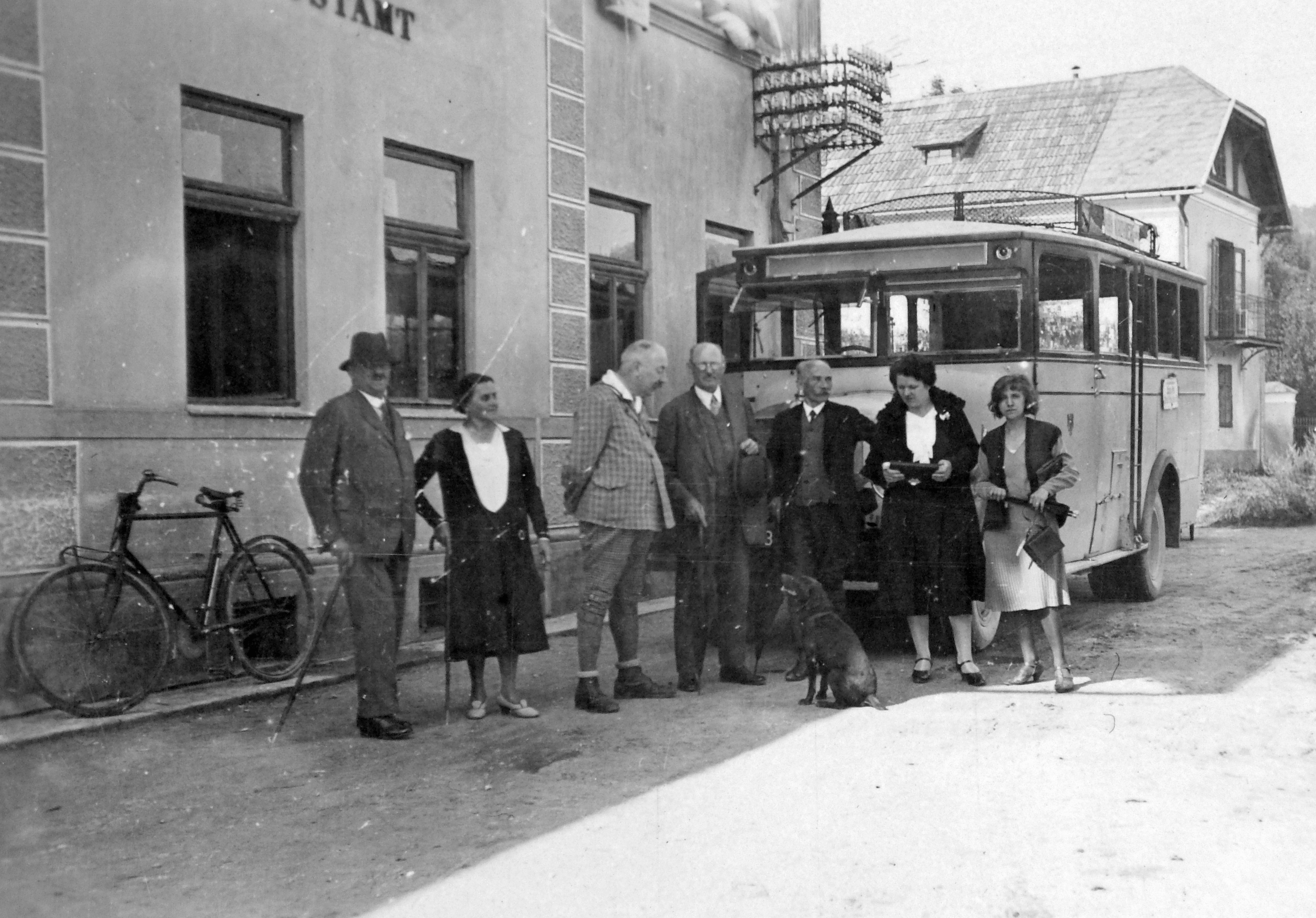
Ankunft des Postbusses als Treffpunkt (1935)

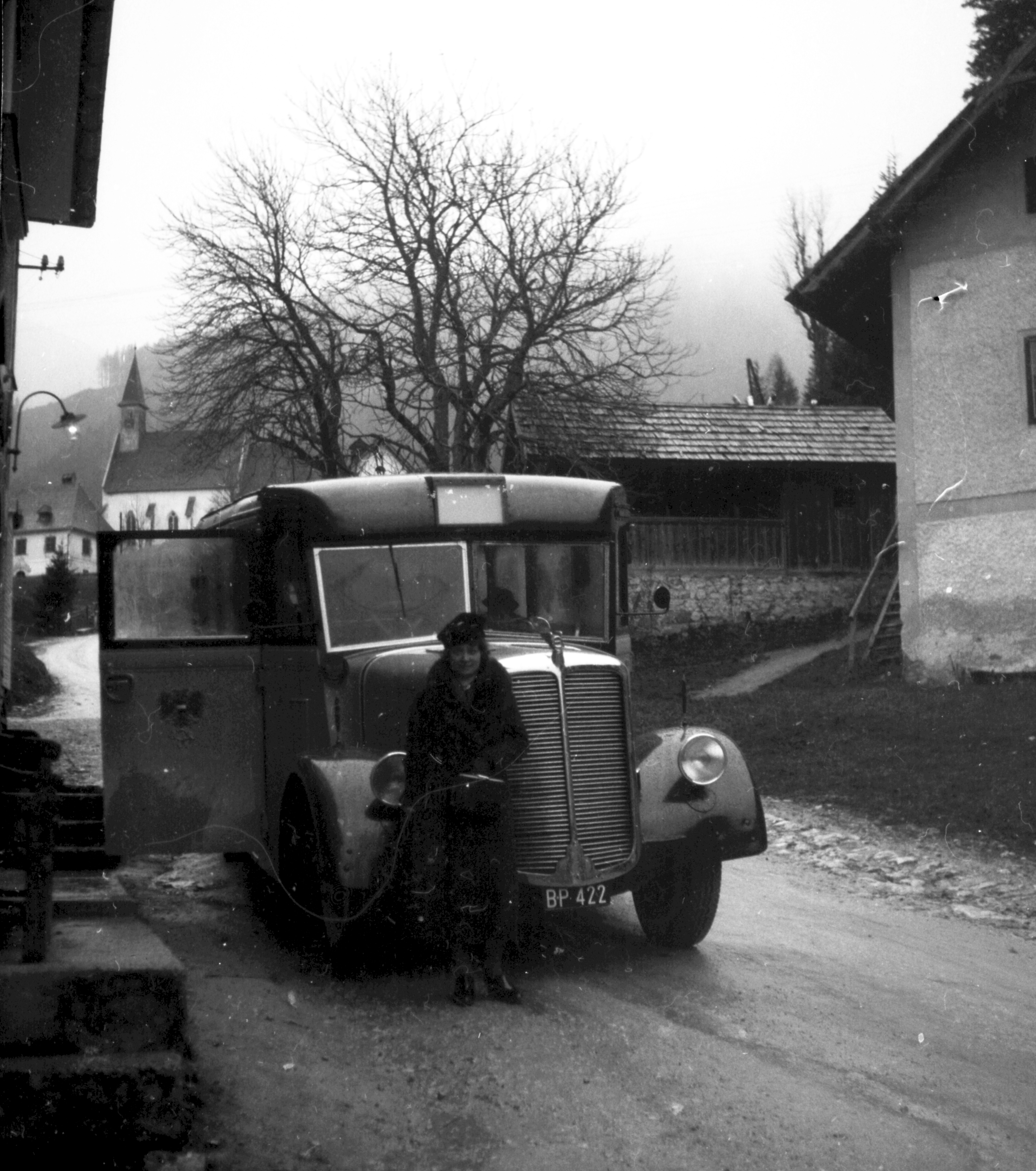
Postbus (vermutlich Saurer) im steirischen Seewiesen (1936)

1907 richtete die kaiserlich-königliche Staatspost auf Betreiben ihres Generaldirektors Friedrich Wagner-Jauregg die ersten Kraftfahrlinien ein. Der Postautobus, wie er in Österreich genannt wurde, löste in den folgenden Jahrzehnten sukzessive die Postkutsche als Beförderungsmittel ab.
Die erste Postautobuslinie Österreichs wurde am 6. August 1907 im heutigen Südtirol zwischen Neumarkt und Predazzo eröffnet. Sie besteht unter der Linienbezeichnung 140 bis heute. Als nächste Linien folgten im gleichen Jahr Linz–Eferding, diese Strecke wird noch heute vom Regionalmanagement Oberösterreich des Postbusses betrieben, und Baden–Alland.
In Niederösterreich betrieb die k. k. Post zudem zwischen 1907 und 1916 zusammen mit der Stadt Gmünd die Elektrische Oberleitungs-Automobillinie Gmünd, einen frühen Oberleitungsbus-Betrieb. Fünf Jahre später war der Fuhrpark schon auf 150 Postbusse unterschiedlichster Bauart und Hersteller angewachsen. Die Anzahl der Kraftfahrlinien war mittlerweile auf 17 Ganzjahreslinien und 8 Sommerlinien gestiegen, das Streckennetz besaß bereits eine Länge von 1.000 Kilometern. 1913 wurde mit dem ET 13 die erste einheitliche Bustype der Welt, deren Baugruppen von einzelnen Herstellern zugeliefert wurden, in Dienst gestellt.
Der Erste Weltkrieg bedeutete einen harten Einschnitt in die Entwicklung des Postbusses, rund 150 Fahrzeuge mussten Kriegsdienst leisten. Erst 1923 konnten erstmals neue Busse angeschafft werden, die vorwiegend bei österreichischen Herstellern gekauft wurden. Je nach Einsatzort waren diese unterschiedlich ausgeführt.
1925 umfasste das Liniennetz bereits 76 Linien mit rund 2.600 km Gesamtlänge, auf denen 150 Busse unterschiedlicher Bauart zum Einsatz kamen. Über 580.000 Personen wurden in diesem Jahr mit Postbussen befördert. In der Sommersaison 1927 wurde der Großglockner erstmals per Postbus erschlossen und 1929 wurde der Winterverkehr mit Citroen-Kegresse-Raupenschlitten in den Tauern und über den Arlberg aufgenommen.

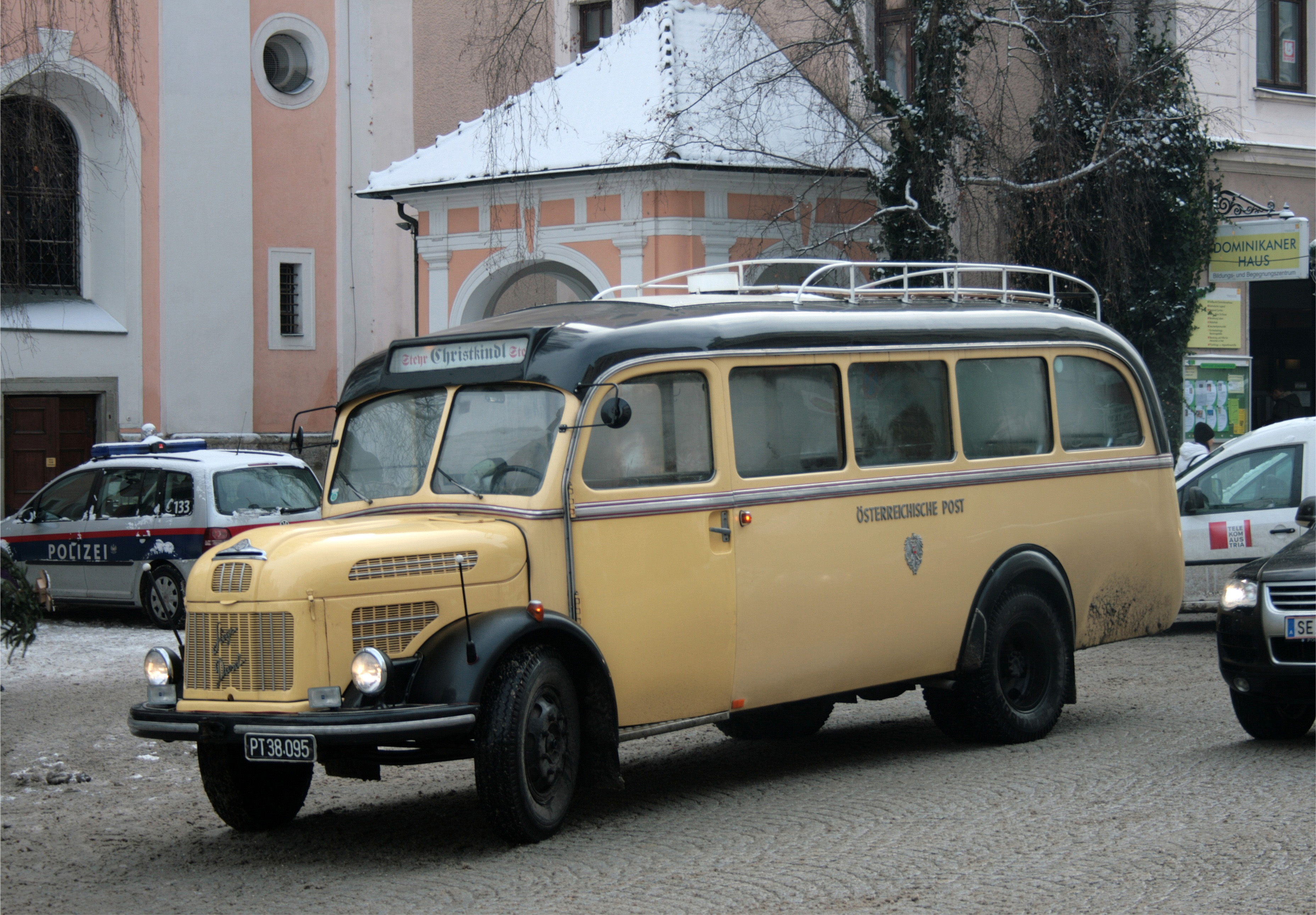
Steyr 380a Postbus

Fuhrpark und Liniennetz wuchsen beständig, so standen 1930 bereits 600 Postbusse im Einsatz, welche auf 172 Ganzjahreslinien und 51 Sommerlinien verkehrten. Das Fahrgastaufkommen stieg auf 5 Millionen Fahrgäste an, die „Postkraftwagen“ legten in diesem Jahr rund 9 Millionen Wegkilometer zurück. Das Jahr 1935 war in technischer und wirtschaftlicher Hinsicht für den Österreichischen Postbus bedeutsam, da erstmals Busse mit Dieselmotoren in Dienst kamen. In der Folge lösten sie aufgrund der niedrigeren Betriebskosten rasch die Benzinmotoren ab.
Ab 1938 wurde der Postbusbetrieb von der Reichspost übernommen. Die Zwangsrequirierungen und Zerstörungen infolge des Zweiten Weltkriegs brachten den Verkehr gegen Kriegsende weitgehend zum Erliegen.
Erst 1947 konnten wieder neue Busse angeschafft werden, 1950 wurde mit 400 neuen Bussen eine umfangreiche Fahrzeugbestellung aufgegeben. Besonders die auf der Großglockner-Hochalpenstraße verkehrenden Glocknerbusse von Gräf & Stift mit Dachrandverglasung und Schiebedach erfreuten sich in den 1950er Jahren großer Beliebtheit. 1956 dienten Postbusse zum Transport von Ungarn-Flüchtlingen.
1960 wurde mit dem sogenannten „Chruschtschow-Bus“ ein luxuriöser Postbus zur Beförderung von Staatsgästen angeschafft.
Im Jahr 1968 teilten sich der Postbus und der bis dahin als Konkurrent angesehene Bahnbus durch das „Bahn-Post-Kraftfahrübereinkommen“ ihre Interessenssphären auf: Den Bussen der ÖBB – die für den Schienenersatzverkehr eingerichtet wurden, aber dann auch regulären Planbetrieb fuhren – blieben die parallel zu Eisenbahnstrecken verlaufenden Landstriche vorbehalten, dem Postbus die übrigen Gebiete. Trotzdem kam es an vielen Strecken noch zu Parallelbetrieb von ÖBB und Postbus.
Auch zu sportlichen Großereignissen wie den Olympischen Winterspielen 1964 sowie 1976 in Innsbruck sorgten Postbusse für den reibungslosen Transport zu den einzelnen Wettkampforten außerhalb der Stadt. Bei beiden Winterspielen waren jeweils 200 Postbusse im Einsatz, 1976 konnten so 376.000 Personen befördert werden.
Mit Stand Ende 1988 waren 1561 Postbusse im Einsatz, die von 2362 Lenkern gesteuert wurden und 723 Buslinien befuhren. 113,7 Millionen Fahrgäste wurden in diesem Jahr befördert.

### Bundesbus 1988: Postbus und Bahnbus
1988 wurde die sogenannte „Bundesbus-Geschäftsstelle“ ins Leben gerufen, deren Aufgabe es war, das Zusammenwirken von Postbus und Bahnbus zu regeln. Die beiden Busbetriebe blieben weitgehend unabhängig. Lediglich das neue äußere Erscheinungsbild vermittelte durch ein gemeinsames Lackierungsschema, die Bezeichnung „Bundesbus“ und das ab 1990 nach einer Reform der Kfz-Kennzeichen gemeinsame Präfix BD für Bundesbusdienst den Eindruck, dass Postbus und Bahnbus zusammengelegt worden wären.

### Entwicklung ab 1997

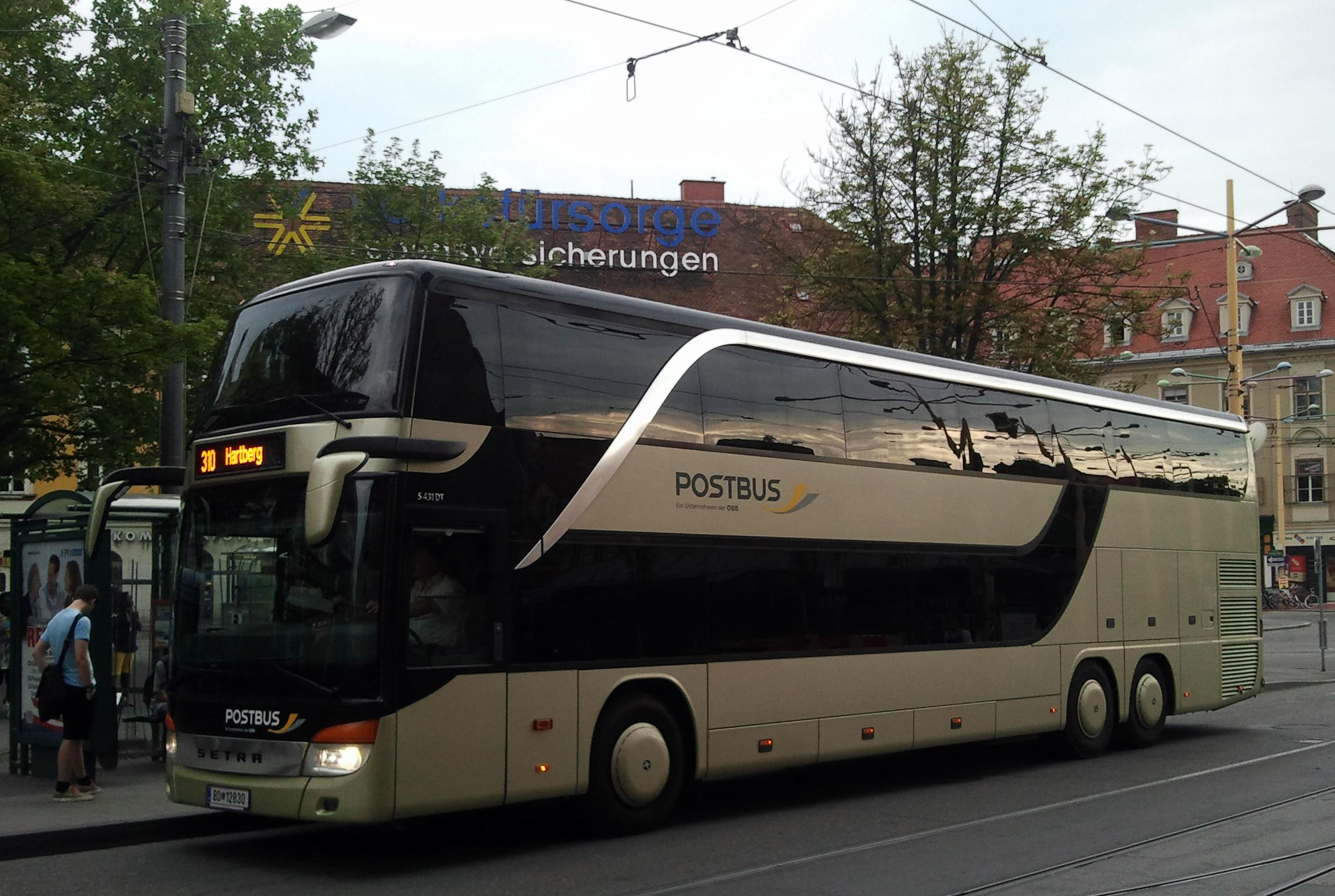
Doppelstockbus Setra S431DT auf Linie 310 Graz – Hartberg

Umso leichter war es 1997 nach der Ausgliederung der Postverwaltung in eine privatrechtliche Gesellschaft, die Bundesbus-Geschäftsstelle wieder aufzulösen und getrennte Wege zu gehen. Der Bahnbus war zu dieser Zeit wegen der Trennung von Personen- und Güterverkehr schon aus dem Kraftwagendienst (KWD) der ÖBB herausgelöst. Der Postbus blieb noch bis zur Gründung der Österreichischen Postbus AG im Jahr 2000 ein Teilbetrieb der Post und Telekom Austria AG (PTA) bzw. nach Abspaltung der Telekom der Österreichischen Post AG. 2001 wurde er von der Post direkt auf die Österreichische Industrieholding (ÖIAG, Industrieholding des Bundes) übertragen.
Im Mai 2002 verkündete die österreichische Bundesregierung ihre Zukunftspläne für die beiden eigenen Busbetriebe auf Bundesebene. In Folge wurde der Postbus an die ÖBB verkauft (wirksam 2003). Den operativen Betrieb gliederte man in die neue ÖBB-Postbus GmbH aus. Die Österreichische Postbus AG war seitdem nur noch Immobilieneigentümerin und Personalamt für die noch vorhandenen Bundesbeamten. Zum 1. Jänner 2005 wurde auch der Bahnbus auf die ÖBB-Postbus GmbH übertragen. Im Lauf desselben Jahres wurde ein Teil des Unternehmens durch Verkauf von kleineren regionalen Betriebsteilen privatisiert:
| Gebiet                                 | Käufer                                                     |
| -------------------------------------- | ---------------------------------------------------------- |
| K1 Ferlach                             | Kärnten Bus (Fa. Juwan)                                    |
| K2 Völkermarkt                         | Kärnten Bus                                                |
| K3 Gurktal                             | Kärnten Bus (Fa. Hofstätter)                               |
| K4 Zollfeld                            |                                                            |
| K5 Kötschach-Mauthen und Drautal       | Kärnten Bus                                                |
| K6 Mallnitz                            | Kärnten Bus (Fa. Peitler)                                  |
| K7 Feistritz an der Drau               | Kärnten Bus (Fa. Bacher)                                   |
| K8 Feldkirchen                         | Kärnten Bus (Fa. Bacher)                                   |
| N1 Zwettl/Gmünd/Waidhofen an der Thaya | nicht verkauft                                             |
| N2 Tulln                               | nicht verkauft                                             |
| N3 Neunkirchen                         | Fa. Retter                                                 |
| N4 Mattersburg                         |                                                            |
| O1 Schärding                           | Fa. Glas                                                   |
| O2 Wels                                | nicht verkauft                                             |
| O3 Steyr                               | nicht verkauft                                             |
| O4 Windischgarsten                     | Fa. Riedler                                                |
| S1 Hallein/Abtenau (Tennengau)         | nicht verkauft                                             |
| St1                                    |                                                            |
| St2                                    |                                                            |
| St3                                    |                                                            |
| St4 Mariazell                          | MRG (Tochterfirma der Mürztaler Verkehrsgesellschaft)      |
| St5 Graz/Leibnitz                      | nicht verkauft                                             |
| St6 Judenburg                          | nicht verkauft                                             |
| St7 Murau                              | Steiermärkische Landesbahnen                               |
| St8                                    |                                                            |
| St9                                    |                                                            |
| T1 Matrei am Brenner                   | nicht verkauft                                             |
| T2 Mayrhofen (Zillertal)               | Fa. Christophorus                                          |
| T3 Kufstein                            | Inntaler Omnibus Gesellschaft (Tochterfirma von Ledermair) |
| V1 Schruns (Montafon)                  | Montafonerbahn                                             |
| V2 Klostertal                          | Fa. Arlberg Express                                        |

Im Jahr 2004 konnte der Postbus unter der Führung der Vorstandsdirektorin Wilhelmine Goldmann das erste Unternehmen im Ausland akquirieren – die ČSAD Autobusy České Budějovice a.s. in Budweis (Tschechien). Im Jahr 2006 (mit Betriebsaufnahme 2007) konnte das Regionalmanagement Vorarlberg unter der Führung von Horst Schauerte die erste Ausschreibung im Ausland für den Postbus entscheiden – den Busverkehr im schweizerischen Sarganserland. Die Beteiligung an der dafür gegründeten Bus Sarganserland Werdenberg AG wurde aber 2009 wieder abgegeben.
Im Jahr 2020 wurde die ÖBB-Postbus GmbH wieder mit der Österreichischen Postbus AG verschmolzen.

## Unternehmensstruktur
Die Österreichische Postbus AG ist hundertprozentige Tochter der ÖBB-Personenverkehr AG.
Das Unternehmen ist wie folgt strukturiert:
- Unternehmenszentrale, Wien
- Regionalmanagement Ost (zuständig für Wien/Niederösterreich/Burgenland), Hollabrunn
- Regionalmanagement Süd (zuständig für Kärnten/Steiermark), Klagenfurt
- Regionalmanagement Nord (zuständig für Oberösterreich/Salzburg Nord), Linz
- Regionalmanagement West (zuständig für Salzburg Süd/Tirol/Vorarlberg), Innsbruck

### Tochtergesellschaften

#### Aktuelle Tochtergesellschaften
- ČSAD Autobusy České Budějovice a.s., České Budějovice (Böhmisch Budweis, Tschechien), seit 2004, 97,75 %

#### Frühere Tochtergesellschaften und Ankäufe
- ÖBB-Fernbus GmbH (Markenname: Hellö), steht zu 10 % im Eigentum der Österreichische Postbus AG und zu 90 % im Eigentum der Muttergesellschaft ÖBB-Personenverkehr AG (Betriebsaufnahme Mitte Juli 2016, Ende Mai 2017 mit Wirkung zum August an Flixbus verkauft)
- Koch Busverkehr GmbH, Horn (Niederösterreich) und Feldkirch (Vorarlberg), 100 % (1999 bis 201x, auf Empfehlung des Rechnungshofes aufgelöst)
- Bus Sarganserland Werdenberg AG, CH-Werdenberg, 44 % (Oktober 2007 bis Juli 2009)
- Bus Ostschweiz AG (BOS; fusioniert in: WilMobil AG), CH-Altstätten, 12 % (Oktober 2007 bis Juli 2009)
- Gerhard Hirner GmbH, Judenburg, 100 % (2001 bis 200x)

### Submarken

#### Aktuelle Submarken
- Vienna Airport Lines – Drei Linien verkehren im Halbstunden- bzw. Stundentakt vom Flughafen Wien-Schwechat in das Stadtgebiet von Wien. Bedient werden insgesamt 13 Haltestellen in der Innenstadt, am Westbahnhof sowie in den Bezirken 2 (Leopoldstadt) und 22 (Donaustadt). Die Fahrzeit beträgt je nach Relation zwischen 20 und 60 Minuten, es gilt ein Sondertarif.[10]

- Intercitybus – Seit 1. Oktober 2007 betreibt die Österreichische Postbus AG im Auftrag der ÖBB-Personenverkehr AG den Intercitybus zwischen Graz Hauptbahnhof und Klagenfurt Hauptbahnhof über Wolfsberg. Diese Linie verkehrt im Stundentakt über die Südautobahn (A2), die deutlich kürzer ist als die bestehende Eisenbahnverbindung über Leoben, und kann als Vorlaufbetrieb der geplanten Koralmbahn betrachtet werden. 2008 kam die Strecke Klagenfurt – Venedig hinzu, diese wurde jedoch im Dezember 2022 wieder eingestellt.[11] Eingesetzt werden Doppeldeckerbusse in den Farben der ÖBB-InterCity-Wagen, es gibt Sitzplätze 1. und 2. Klasse und einen Rollstuhlplatz. Diese Verbindung wird zum ÖBB-Eisenbahntarif betrieben (siehe Intercitybus#Tarif).

- Thermenlandbus – die Linie 6011 fährt täglich mit 2 (Mo–Fr) bzw. einem (Sa, So/Ftg) Kurspaar zwischen Wien, Sebersdorf, Bad Waltersdorf, Bad Blumau, Fürstenfeld und Bad Loipersdorf, an Samstagen, Sonn- und Feiertagen auch bis Bad Gleichenberg und Bad Radkersburg. Die Linie hat einen eigenen Internetauftritt.[12]

- Postbus Shuttle – Organisation von Anrufsammeltaxidiensten in verschiedenen österreichischen Regionen.

#### Frühere Submarken
- Emotionliner – anlässlich des hundertjährigen Jubiläums im Jahr 2007 angeschaffter Luxus-Konferenzbus, der wegen mangelnder Nachfrage 2009 wieder verkauft wurde.

## Tarife
Tariflich sind die Postbusse überwiegend in die Verkehrsverbünde eingegliedert. Ein Haustarif wird nur noch auf wenigen Linien angewendet (z. B. Vienna Airport Lines, Großglocknerverkehr).

## Fuhrpark

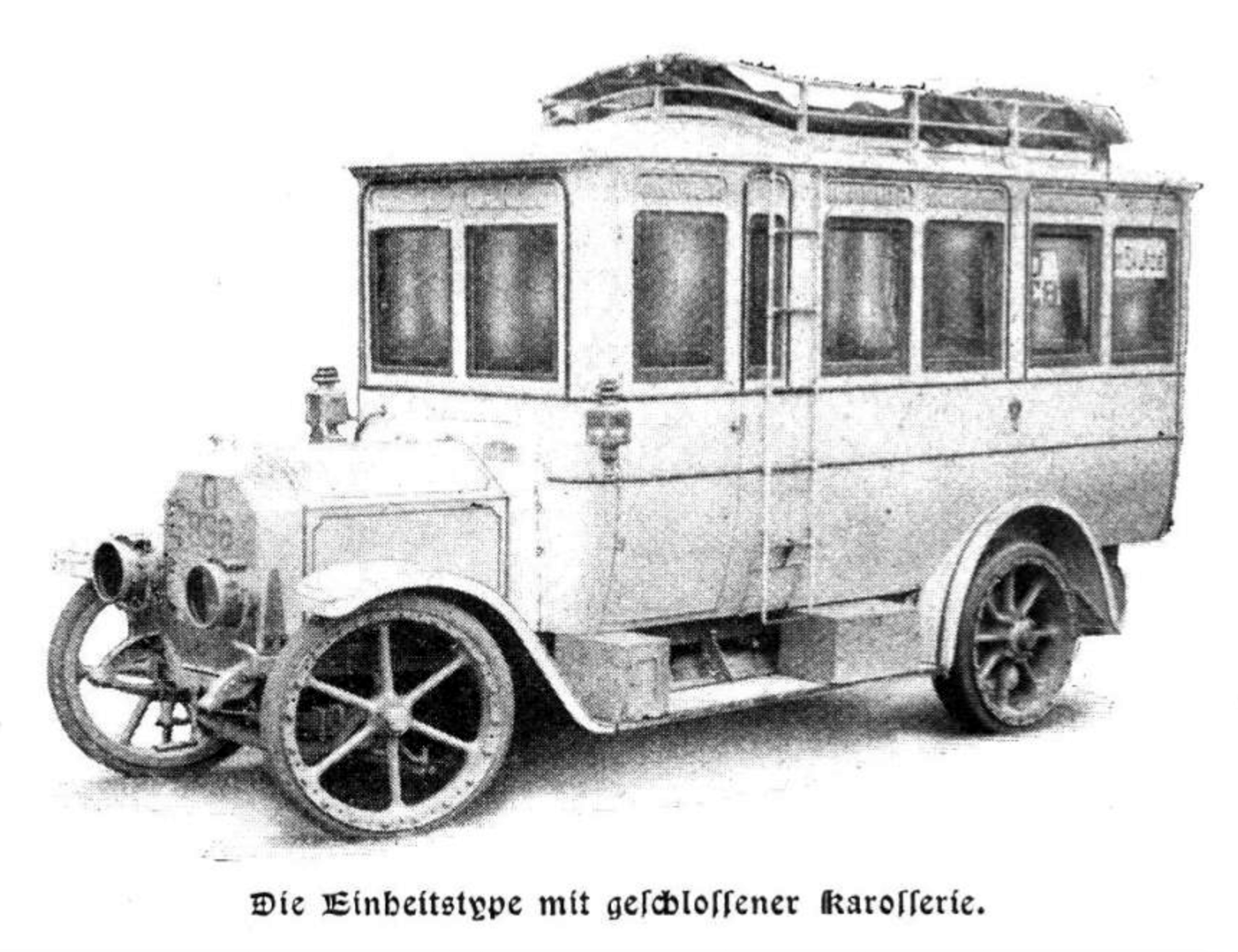
Postbus Type ET 13

Die ab 1907 auf der Strecke Baden–Alland eingesetzten ersten Busse der Saurerwerke besaßen einen 35 PS starken Vierzylindermotor und bereits eine Motorbremse, die Höchstgeschwindigkeit betrug 32 km/h. Auch Busse auf Basis des Gräf & Stift 28/32 PS kamen zum Einsatz. Im Jahr 1913 fuhren auf der ersten Postbuslinie 60 PS-Busse von Daimler mit 13 Sitzplätzen.
Im Jahr 1913 wurden die ersten eigenproduzierten Busse der Type ET 13 mit 40 PS Leistung eingesetzt und anstelle der bisher eingesetzten Militärchauffeure eigene Buslenker angestellt. In den 1920er Jahren wurden u. a. Busse der Type Austro-Fiat AFN angeschafft, aber auch Fabrikate von Steyr, Gräf & Stift und den Österreichischen Saurerwerken. Citroen-Kegresse P15N-Halbkettenfahrzeuge kamen ab 1929 am Arlberg und dem Tauernpass zum Einsatz. In den 1930er Jahren wandelten sich die eher kantigen Karosserien der Fahrzeuge allmählich in Richtung der runderen Stromlinienform, ab 1935 wurden Busse mit Dieselmotor eingesetzt. Ein Merkmal der Postbusse dieser Zeit waren die teilweise gänzlich offenen Karosserien, auch viele Busse mit geschlossenem Aufbau verfügten über ein Faltdach für Fahren bei schönem Wetter.

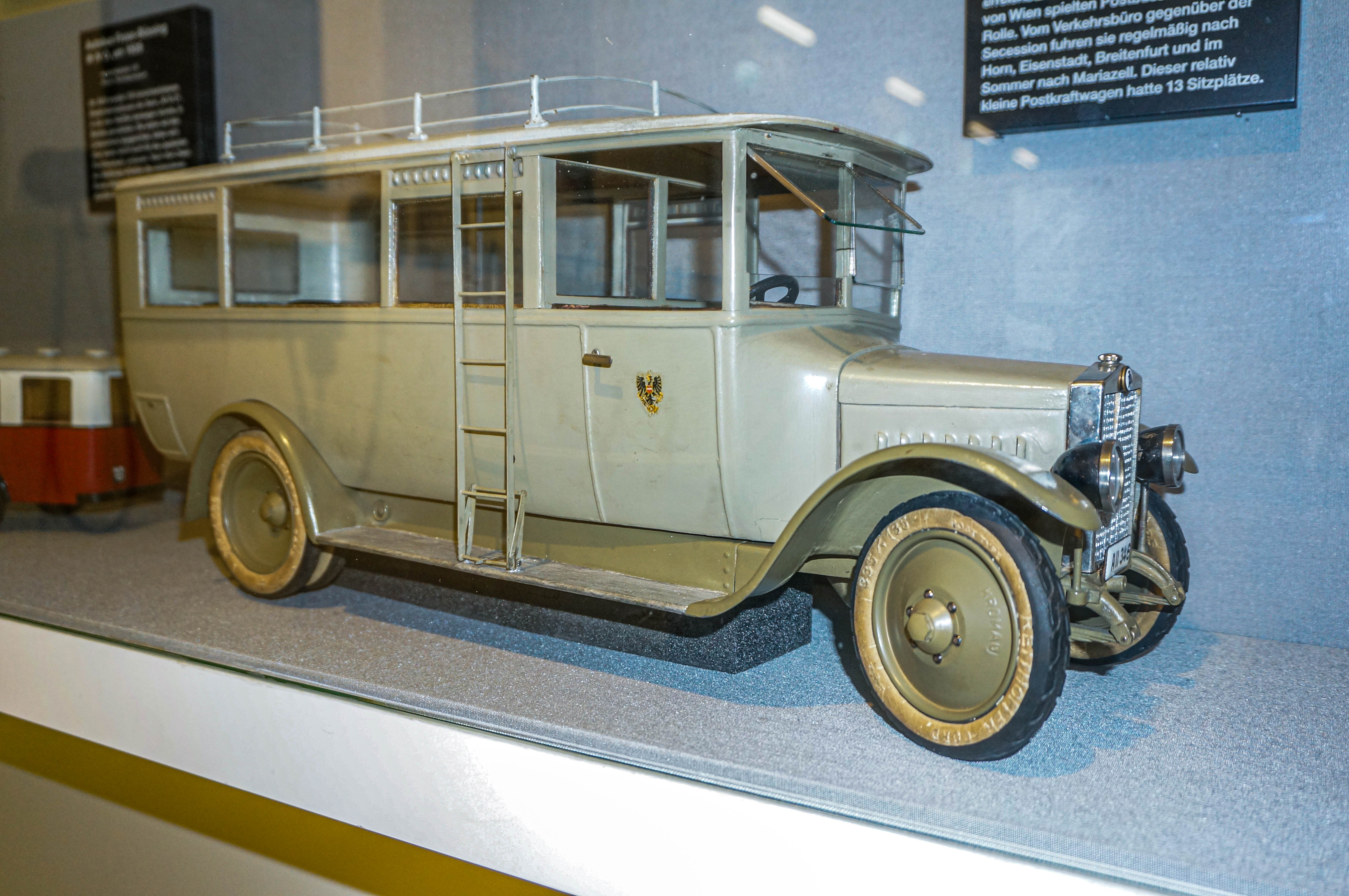
Modell eines Austro-Fiat AFN

Die Entwicklung der Postbusse machte nach dem Zweiten Weltkrieg große Schritte von den noch etwas behäbig wirkenden Schnauzen-Omnibussen der Typen Steyr 380, Saurer 5 GF-U und Gräf & Stift 120-O über Frontlenker wie den Steyr 480a bis hin zu Heckmotor-Großserienmodellen wie dem Steyr-Saurer 4 SH-O. Mit dem von Steyr und Gräf & Stift erzeugten Steyr SL 12H 210 wurde nach dem ET 13 wieder eine einheitliche Type in 875 Exemplaren angeschafft. Es folgten weitere, ähnliche Typen wie der Steyr-Mercedes SML 14H 256 (in 614 Stück im Jahr 1987), dem GSÜH 240 M12 (422 Exemplare) oder dem Steyr SL 11 HUA 280. Für besonders entlegene Gebiete gab es auch Postbusse auf Basis eines Steyr-Muli-Kettenfahrzeuges.
Nachdem die Busproduktion der beiden großen österreichischen Firmen Gräf & Stift (Tochtergesellschaft von MAN) und Steyr Daimler Puch (Bussparte Anfang der 1990er Jahre von Volvo übernommen) im Jahr 1997 ausgelaufen ist, bediente sich der Postbus am internationalen Markt. Der Großteil der Postbus-Flotte stammte in dieser Zeit von den Hersteller-Gruppen EvoBus (Mercedes-Benz und Setra), Neoman (MAN und Neoplan) und auch von Renault/Irisbus (rund 180 Busse des Typs Ares) und vom türkischen Hersteller Temsa (circa 150 Busse des Typs Safari IC in verschiedenen Längen). Vor allem der Mercedes Integro und der MAN Lion’s Regio prägten einst den österreichweiten Alltag beim ÖBB-Postbus.

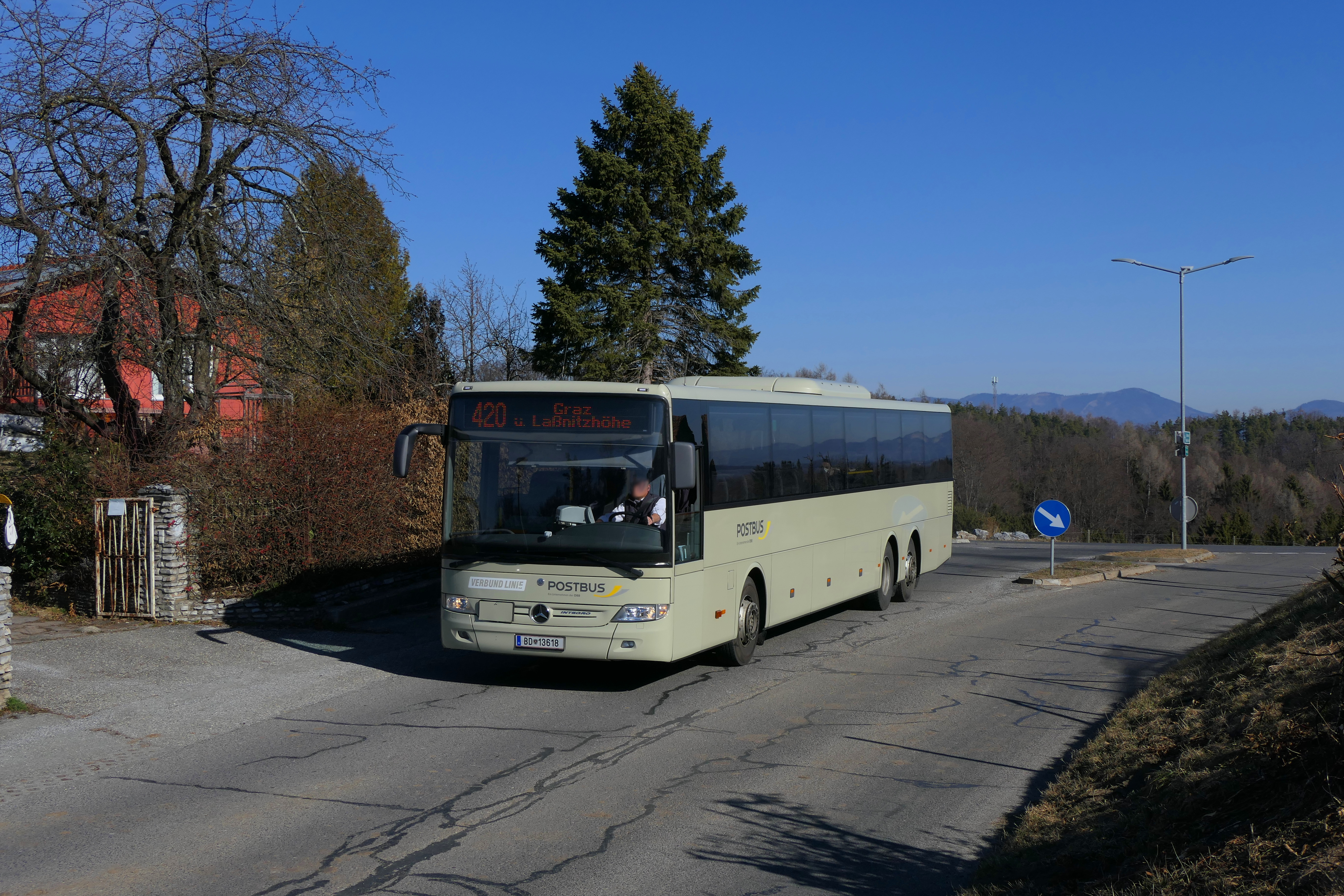
Ein Integro Dreiachser wie er von 2011 bis 2013 beschafft wurde in Hönigtal (Linie 420)

Seit 2017 werden überwiegend Fahrzeuge des Types Iveco Crossway LE (anfangs) gekauft und (mittlerweile) geleast.
Einst waren auch Busse mit Gasmotoren in Betrieb, von 2006 bis 2010 beim Citybus in Saalfelden und von 2007 bis 2020 beim Stadtbus St. Pölten. Auch in St. Johann im Pongau besaß man zwei Citaro CNG.
Per 31. Dezember 2022 sind 18 Elektrobusse in Wolfsberg, Raum Wolfurt und im Weinviertel im Einsatz. Weiters sind fünf Wasserstoffbusse im Raum Villach im Überlandverkehr unterwegs. Insgesamt soll der Bestand auf 40 H2-Fahrzeuge ausgeweitet werden.

## Lackierungsschema

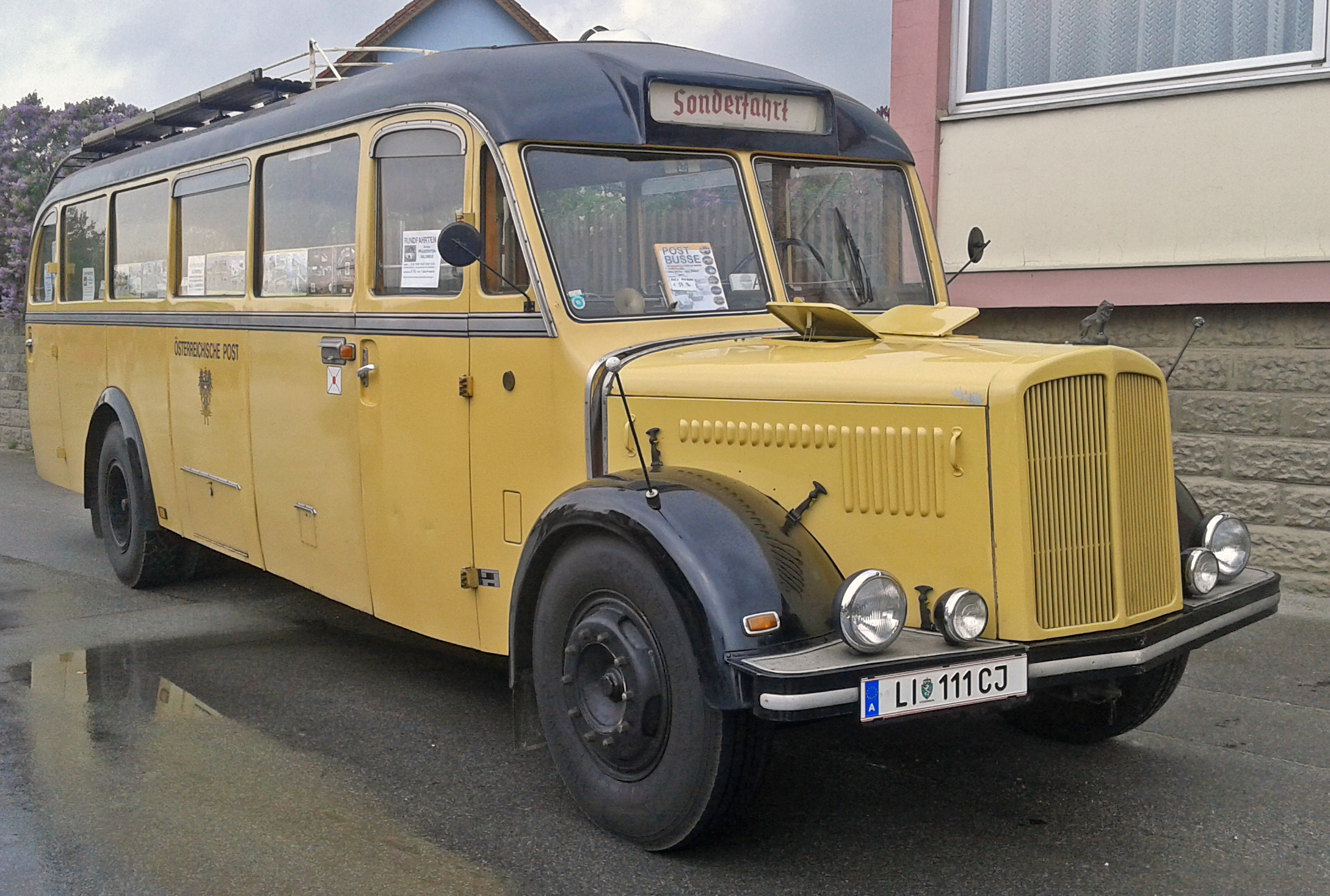
Gräf & Stift 120-O in klassischer Postbus-Lackierung

### Überregionale Lackierungen
- bis ca. 1930: Hellgrau, teilweise auch bereits Postcreme
- 1930–1979: NCS S2040-Y10R Postcreme (bright yellow) – Schwarz
- 1980–1988: RAL 1033 Dahliengelb

- Bundesbus
  - 1988–1990: RAL 1033 Dahliengelb – VW L32K Phönixrot (Linienbusse)
  - 1988–1990: Weiß – RAL 1033 Dahliengelb – VW L32K Phönixrot (Reisebusse; selten)
  - 1990–1997: RAL 1033 Dahliengelb – RAL 3020 Verkehrsrot (Linienbusse, 1991–1994 auch Reisebusse)
  - 1992–1996: RAL 1033 Dahliengelb – RAL 3020 Verkehrsrot – Weiß – Grau (Midibusse; selten)
  - 1994–1997: Weiß – RAL 3020 Verkehrsrot – RAL 1033 Dahliengelb (Reisebusse; selten, siehe aber auch 1997–2000)

- 1997–2000: Weiß – RAL 3020 Verkehrsrot – RAL 1033 Dahliengelb (wie Bundesbus Reisebusse von 1994–1997)
- 2000–2005: RAL 7035 Lichtgrau – RAL 1018 Zinkgelb
- 2005–2011: Sandquarz metallic
- seit 2011: Sandquarz
- seit 2013: Weiß

Heute dominieren die letzten Lackierungen, die Bundesbus-Lackierung ist nur mehr selten zu sehen. Neben den genannten Standardlackierungen gibt es beim Postbus auch Fahrzeuge in anderen, meist regionalen Lackierungsschemen (siehe unten) oder Sonderlackierungen. Vorhandene Busse bekommen aus Kostengründen meist nur dann ein anderes Farbkleid, wenn sie ohnehin eine neue Lackierung nötig haben. Da in die Österreichische Postbus AG auch die ehemaligen Bahnbusse integriert wurden, sind auch Busse in ehemaligen Bahnbus-Lackierungen (Verkehrsrot, früher auch noch vereinzelt Phönixrot) mit ÖBB-Postbus-Logo im Einsatz. Die Oldtimer haben die ursprüngliche Lackierung (meist Postcreme/Schwarz, bzw. Bahnbusse Elfenbein/Weinrot), die „Straßennostalgie“ (ÖBB-Erlebnisbahn) hatte jedoch auch einige in der blau-grauen Bahnbus-Lackierung der 1960er Jahre (bei diesen Bussen jedoch nicht authentisch).

### Regionale Lackierungen

#### Lackierungen der Verkehrsverbünde
- Steiermark (beginnend ca. 1996):
  - Dahliengelb/Grau/Weiß (Hausfarbe Postbus, ursprünglich ca. 6 Busse)
  - Verkehrsrot/Grau/Weiß (Hausfarbe Bahnbus, ca. 4 Busse)
  - Grün/Weiß (Stadtverkehr Graz), Wasserblau/Weiß (Aichfeldbus)
  - Signalorange/Weiß (ursprünglich Sommerbus Bad Aussee, 2 Busse)
  - Dunkelblau/Weiß (ursprünglich „Thermenbus Loipersdorf“, 1 Bus)
  - Gelb/Grau/Weiß (früher 1 Bahnbus, der Flughafenbus Graz, sonst Unternehmen Weiss)
  - Hellgrün/weiß (RegioBus Steiermark seit 2017)
- Vorarlberg (ab 1998): Schwefelgelb/Grau bzw. komplett Gelb (Landbus)
- Wien/Niederösterreich/Burgenland: Grün/Weiß (1 Postbus, sonst weiter verbreitet, seit 2009 wegen geänderter Corporate Identity des Verkehrsverbund Ost-Region nicht mehr neu vergeben). Seit 2016 Weiß mit grüner Dachkante und VOR-Logo.
- Tirol (erstmals 2002, Postbus ab 2003): Schwefelgelb; (erstmals 2022, Postbus ab 2023): verschiedene Kombinationen von 2 Pastellfarbtönen
- Oberösterreich: Weiß/Rot
- Salzburg (SVV, ab 2013): Weiß; nach 2015 mit verschiedenfarbigen breiten Schrägstreifen
- Kärnten (ab 2018): Weiß mit rot/gelber Beklebung und Logos von Kärntner Linien und Land Kärnten

#### Lackierungen der Stadtbusse
- Bregenz: Blau
- Dornbirn: Rot
- Feldkirch: Gelb
- Bludenz: Grün
- Lech am Arlberg: Hellblau
- Kitzbühel (bis 2010): Grün
- Graz: Grün/Weiß
- Linz: weiß-orange (Postbus bis 2007)
- Amstetten: hellblau-grau
- Krems: Grün/Blau/Silber (bis 2011)
- St. Pölten (ab 2007, Postbus bis 2017): Hellblau/Weiß
- Wien: Rot/Grau (bis 2019), Rot/Weiß

## Posthorn und Kennzeichen
Im Kraftfahrgesetz 1967 existiert bis heute die Regelung, dass Autobusse der Post- und Telegraphenverwaltung ein besonderes Folgetonhorn (ⓘ) besitzen dürfen:

„An Omnibussen, die zur Verwendung im Bereich der Post- und Telegraphenverwaltung bestimmt sind, dürfen Vorrichtungen zum Abgeben von Warnzeichen mit der Tonfolge des Posthornes (a-fis-a-d) angebracht sein.“

Da die Österreichische Postbus AG rechtlich das Nachfolgeunternehmen ist, gilt diese Regelung demnach bis heute noch. Einige Busse sind auch nach wie vor mit dem Folgetonhorn ausgerüstet. Das Horn wird zwischenzeitlich auch wieder – digital – produziert. Auf einigen Gebirgslinien (z. B. die Linie Dornbirn-Ebnit) wurde das Folgetonhorn auch regelmäßig eingesetzt, um an schmalen unübersichtlichen Stellen die entgegenkommenden Fahrzeuge akustisch auf den Postbus aufmerksam zu machen.
Die Post- und Bahnbusse trugen nach dem Zweiten Weltkrieg zunächst Wiener Kennzeichen, ab 1969 PT- bzw. BB-Kennzeichen, von 1990 bis 1997 wurden wegen der Bundesbus-Kooperation von beiden Betrieben Kennzeichen mit der gemeinsamen Kennung BD verwendet. Die Nummer entspricht dabei der internen Betriebsnummer, Bahnbusse hatten das Schema BD-xxxx, Postbusse BD-xxxxx und waren anhand ihrer vier- bzw. fünfstelligen Kennzeichen trotz der vereinheitlichten BundesBus-Lackierung stets leicht zu unterscheiden. Nach der Auflösung der Bundesbus-Kooperation im Jahr 1997 trugen die Postbusse wieder PT-Kennzeichen, die Bahnbusse bekamen zunächst die BB-Nummernschilder zurück. Beim Bahnbus folgten ab Oktober 2002 analog zu allen anderen ÖBB-Straßenfahrzeugen Wiener Kennzeichen nach dem Schema W xxxx BB, wobei xxxx eine drei- oder vierstellige Nummer ist, die jedoch nichts mehr mit der internen Nummer zu tun hat. Seit November 2006 neu zugelassene Postbusse tragen wieder BD-Kennzeichen.

## Bildergalerie

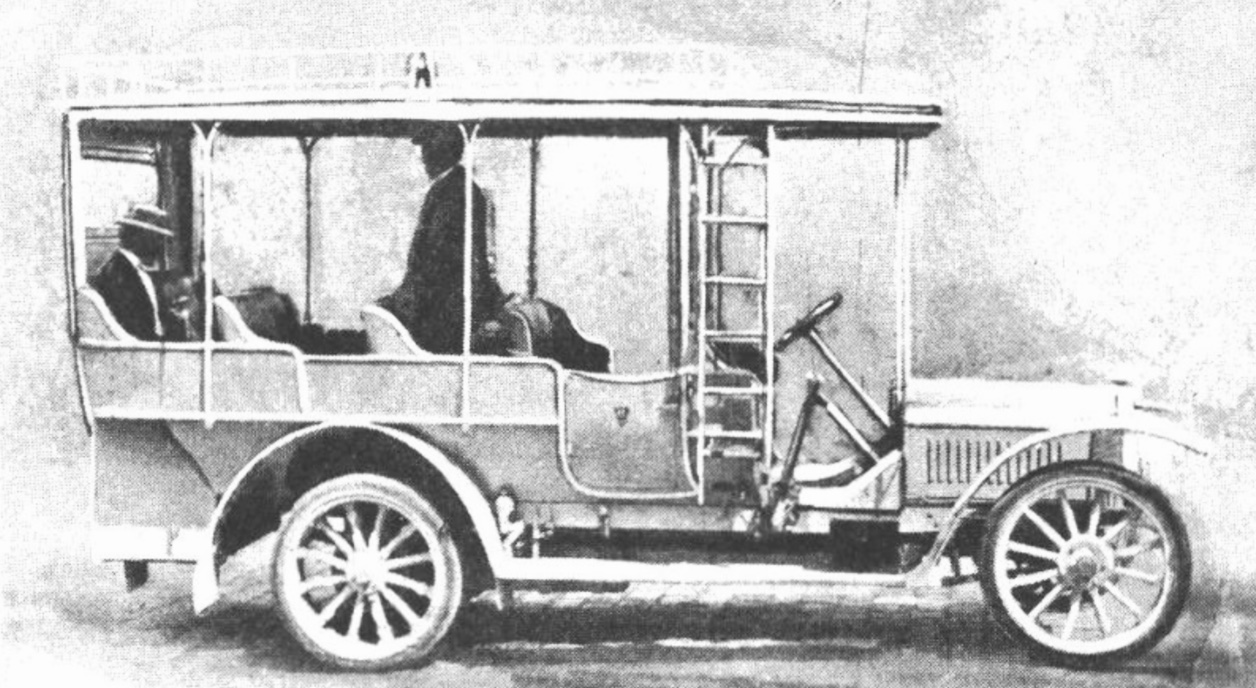
Gräf & Stift 28/32 PS (1909)
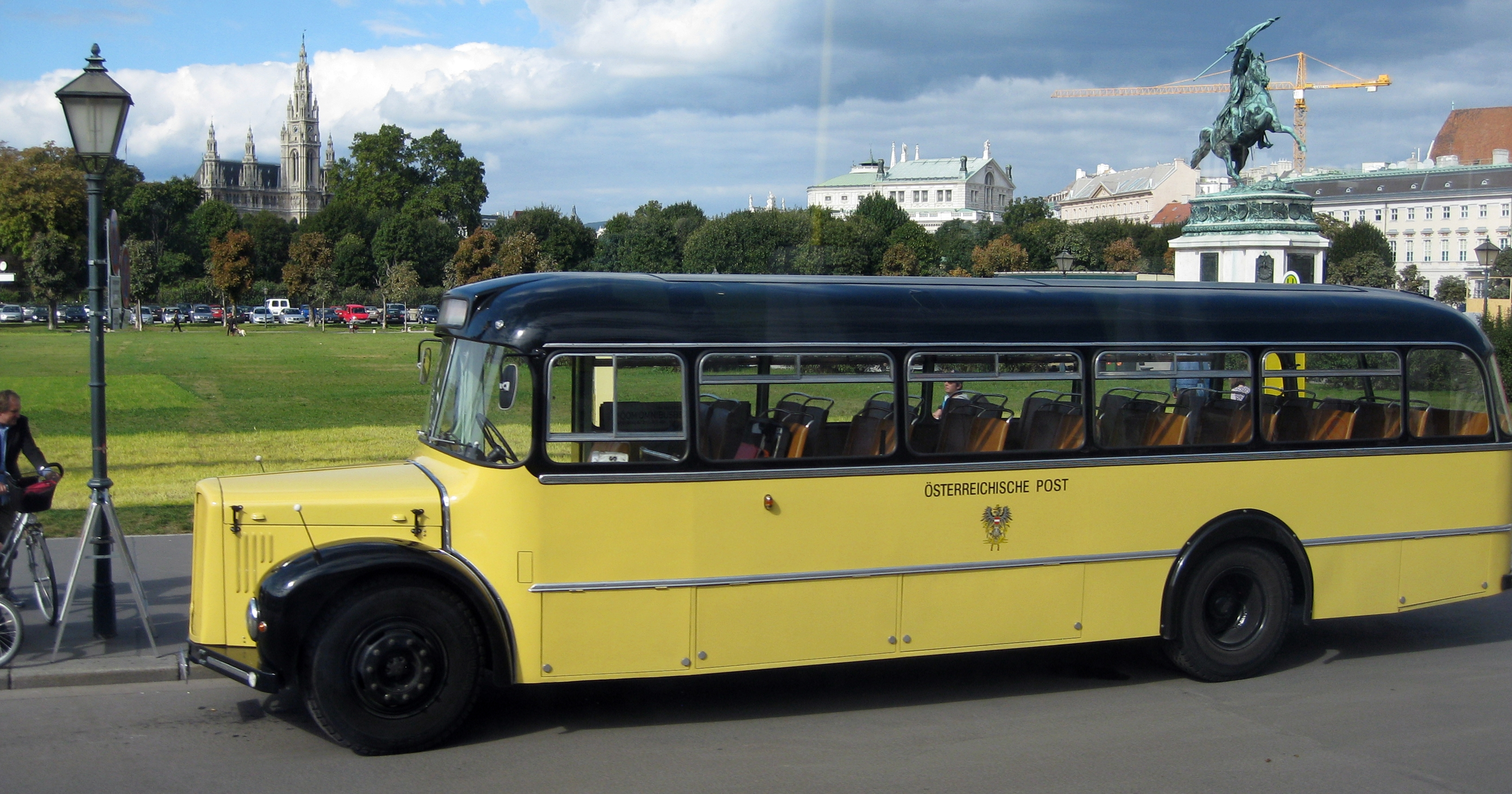
Saurer 5 GF-U
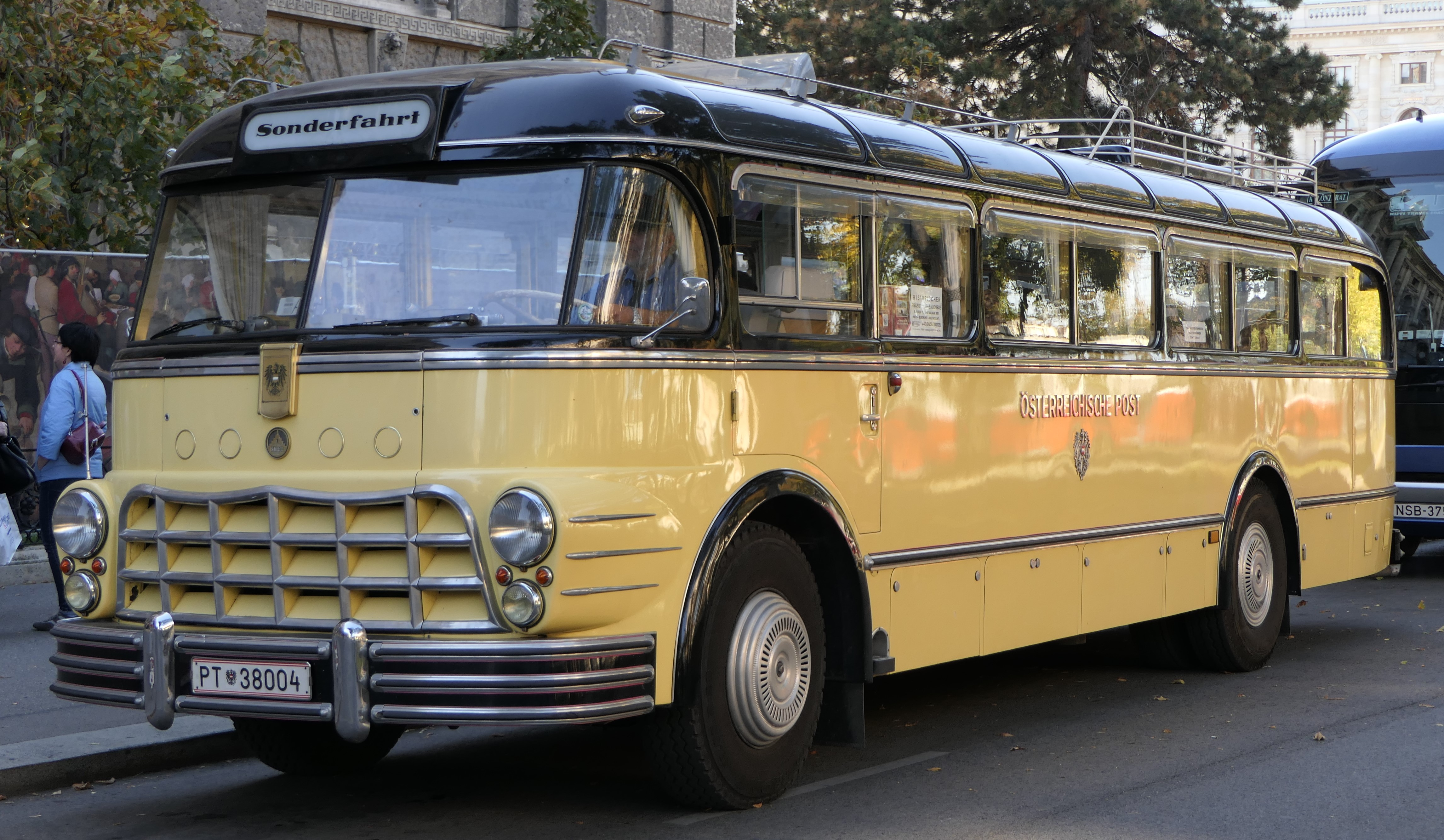
„Chruschtschow-Bus“ von 1960
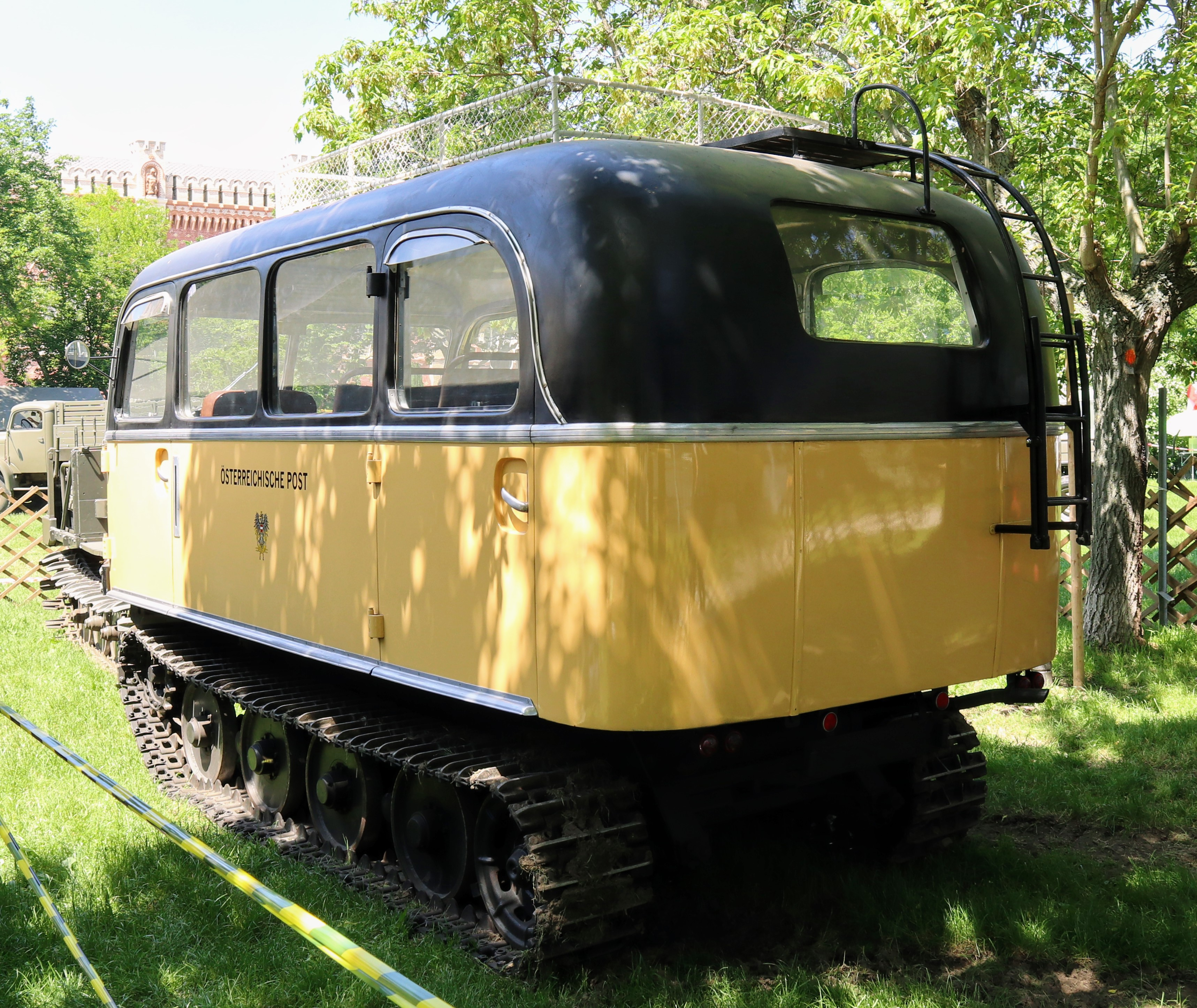
Postbus-Raupenschlepper
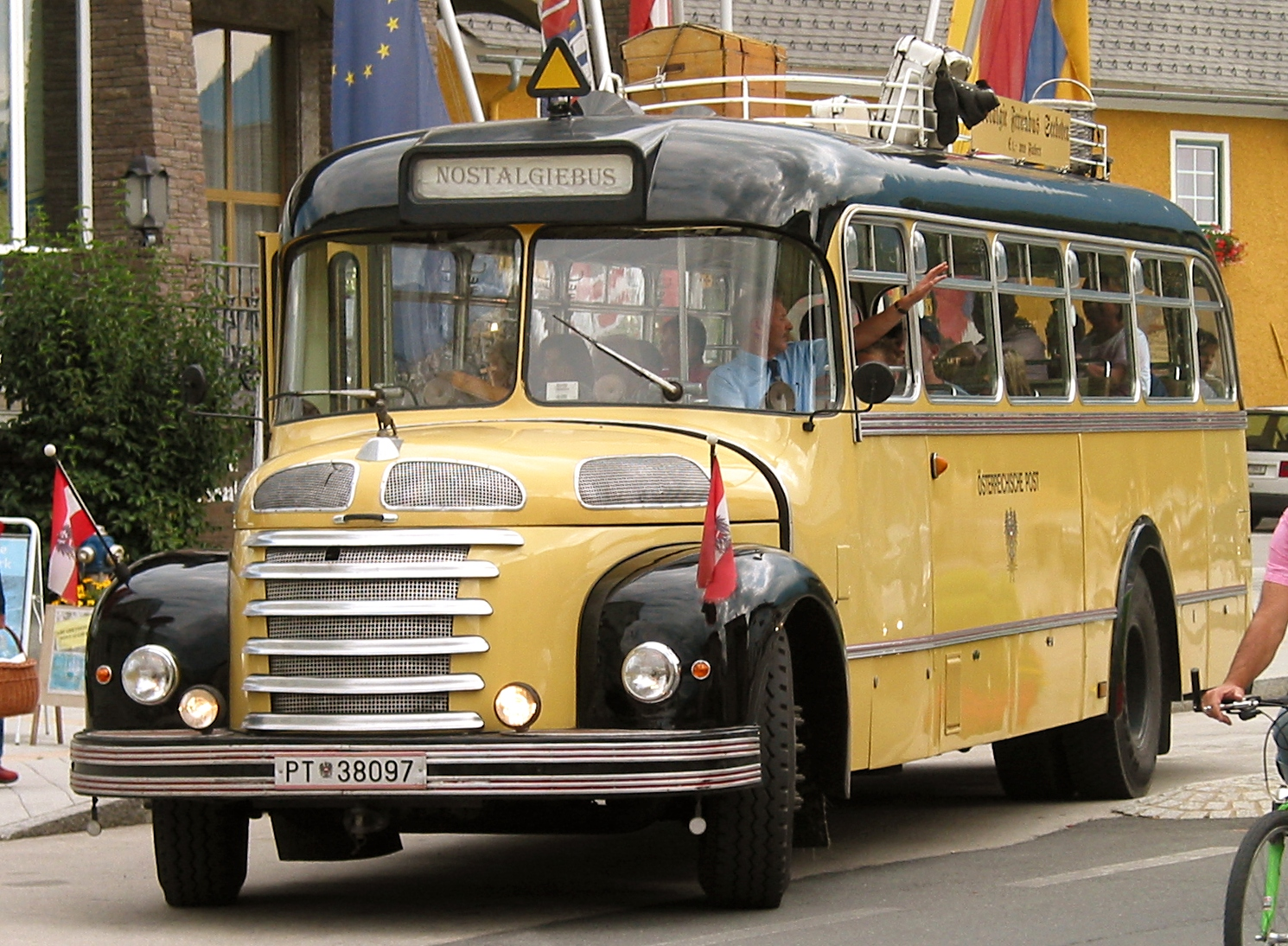
Gräf & Stift 145-FON
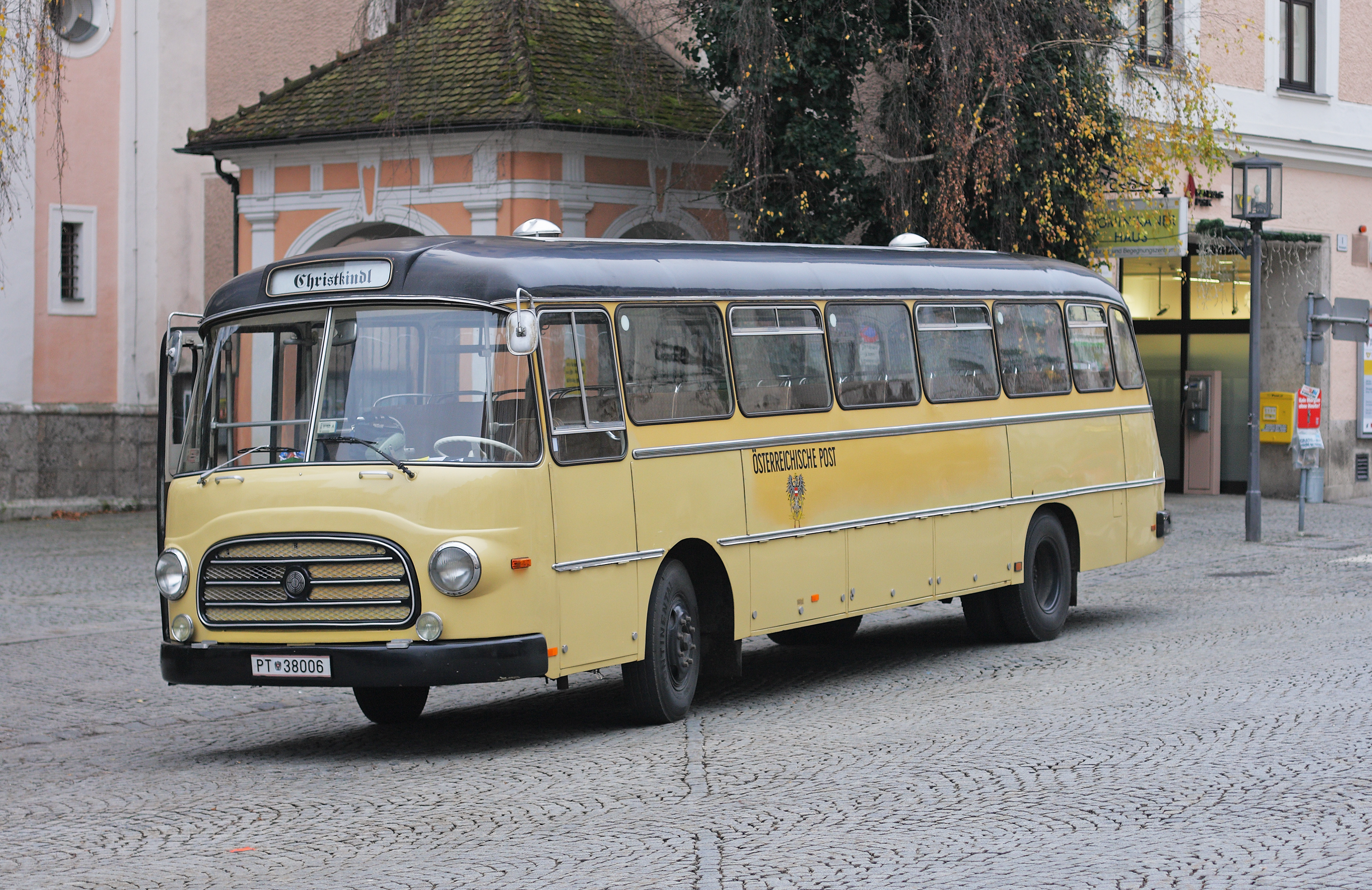
Steyr-Saurer 4 SHFN-OL (1971)
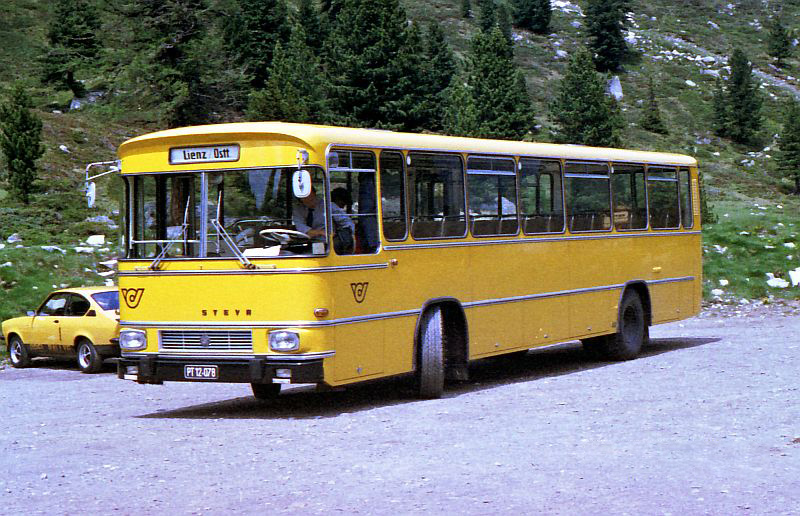
Steyr SL 12H 210
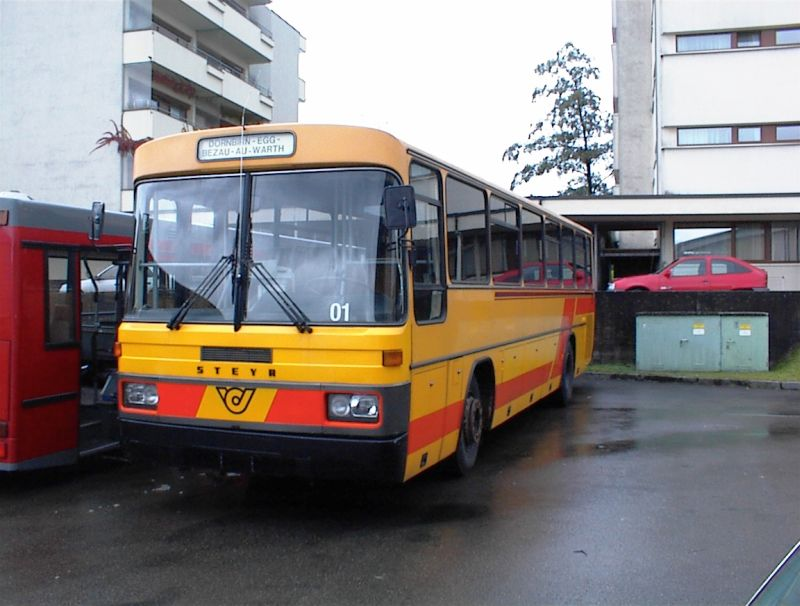
Steyr-Mercedes SML 14H 256
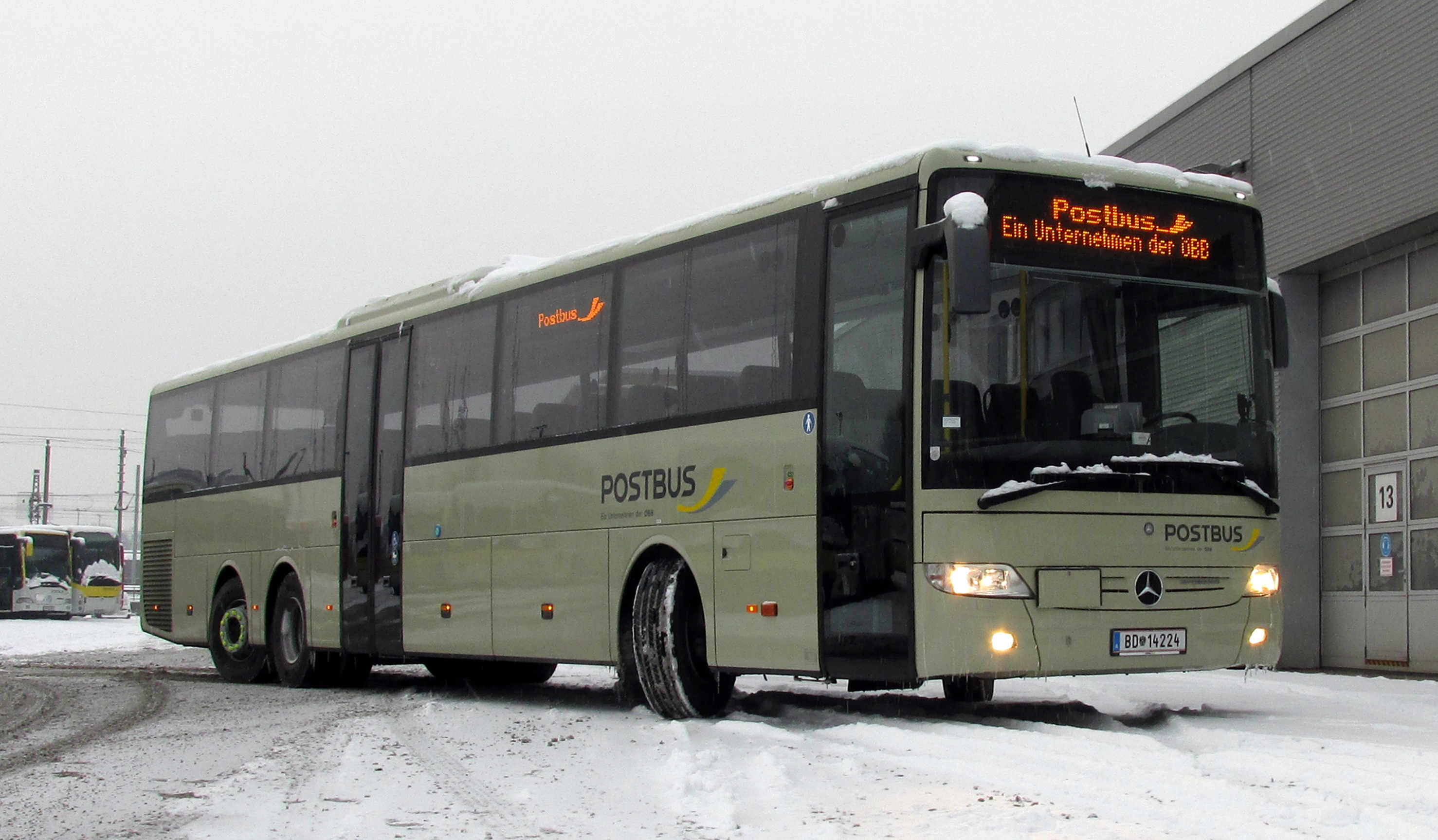
Mercedes-Benz Integro L Euro 6 in Sandquarz in der VS Linz
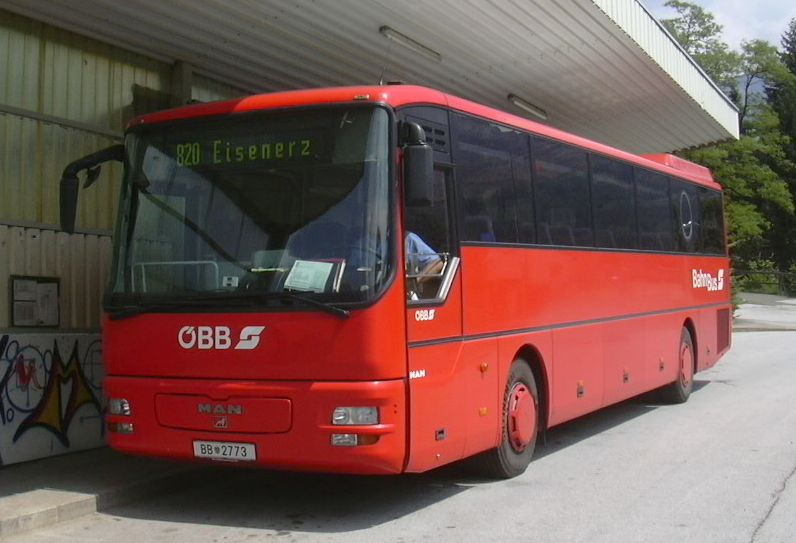
Ein ÖBB BahnBus im bis 2005 gültigen verkehrsroten Anstrich
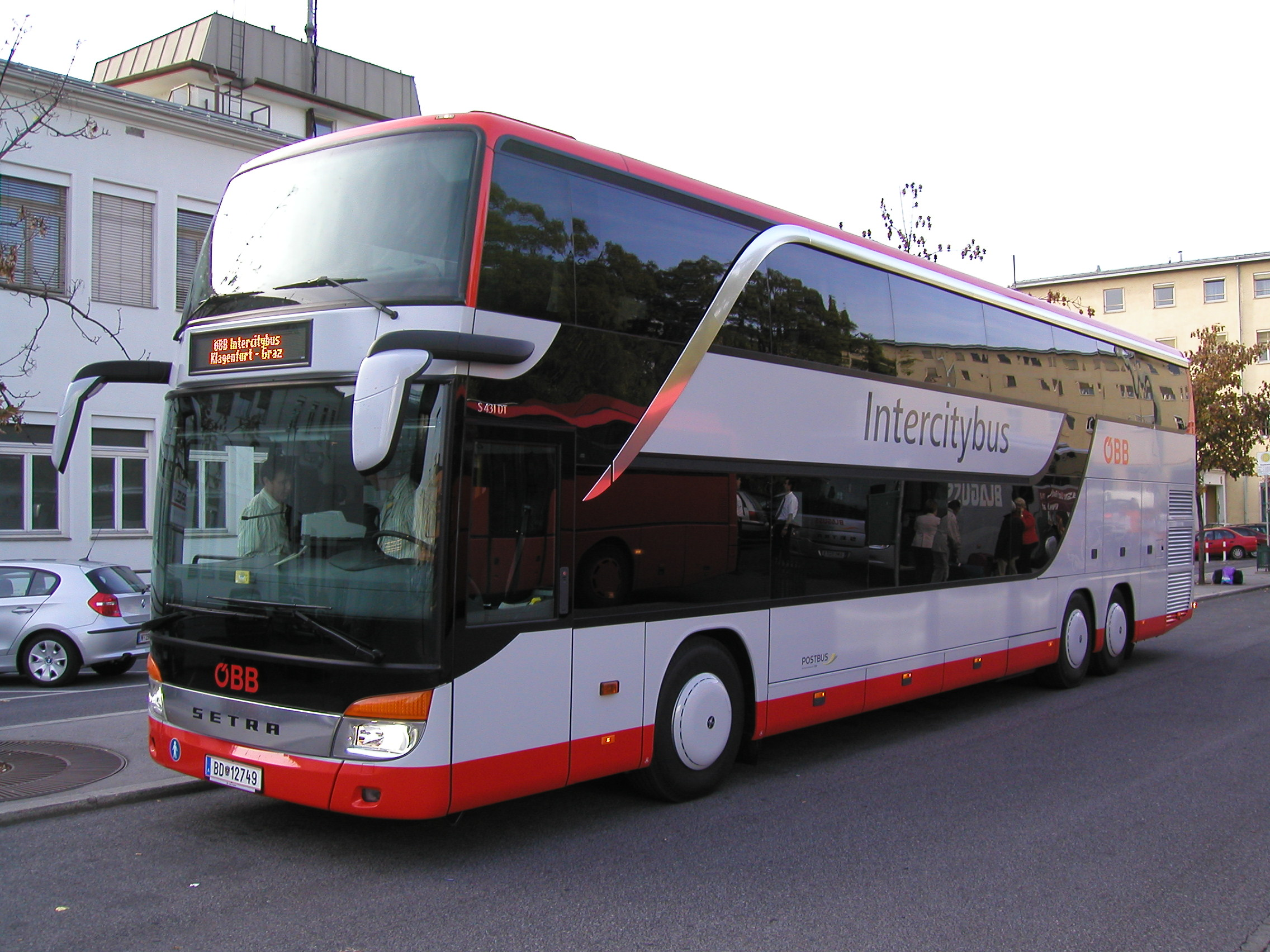
Setra S 431 DT als Intercitybus Graz–Klagenfurt
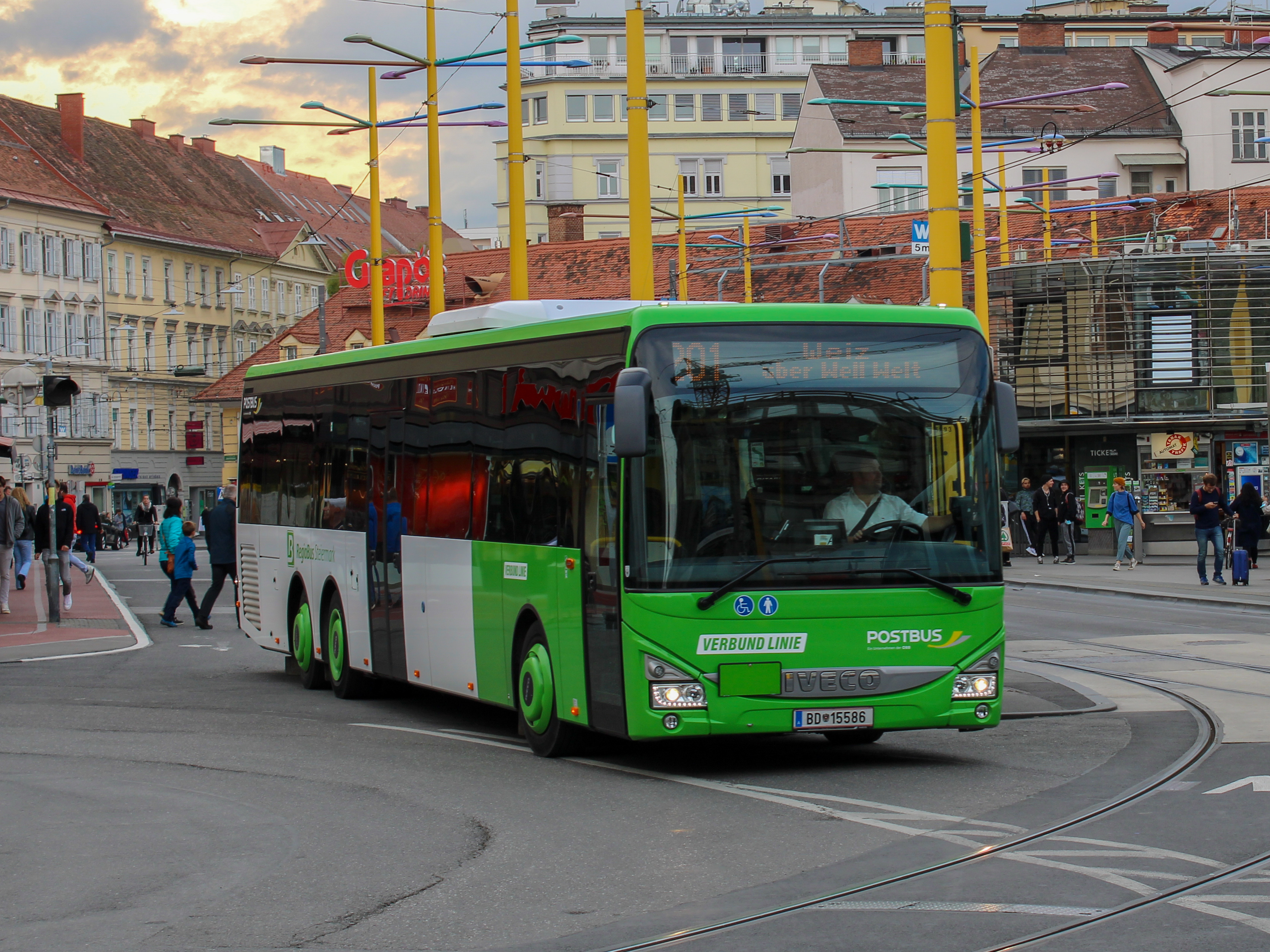
Iveco Crossway LE im Design des Steirischen Verkehrsverbundes.
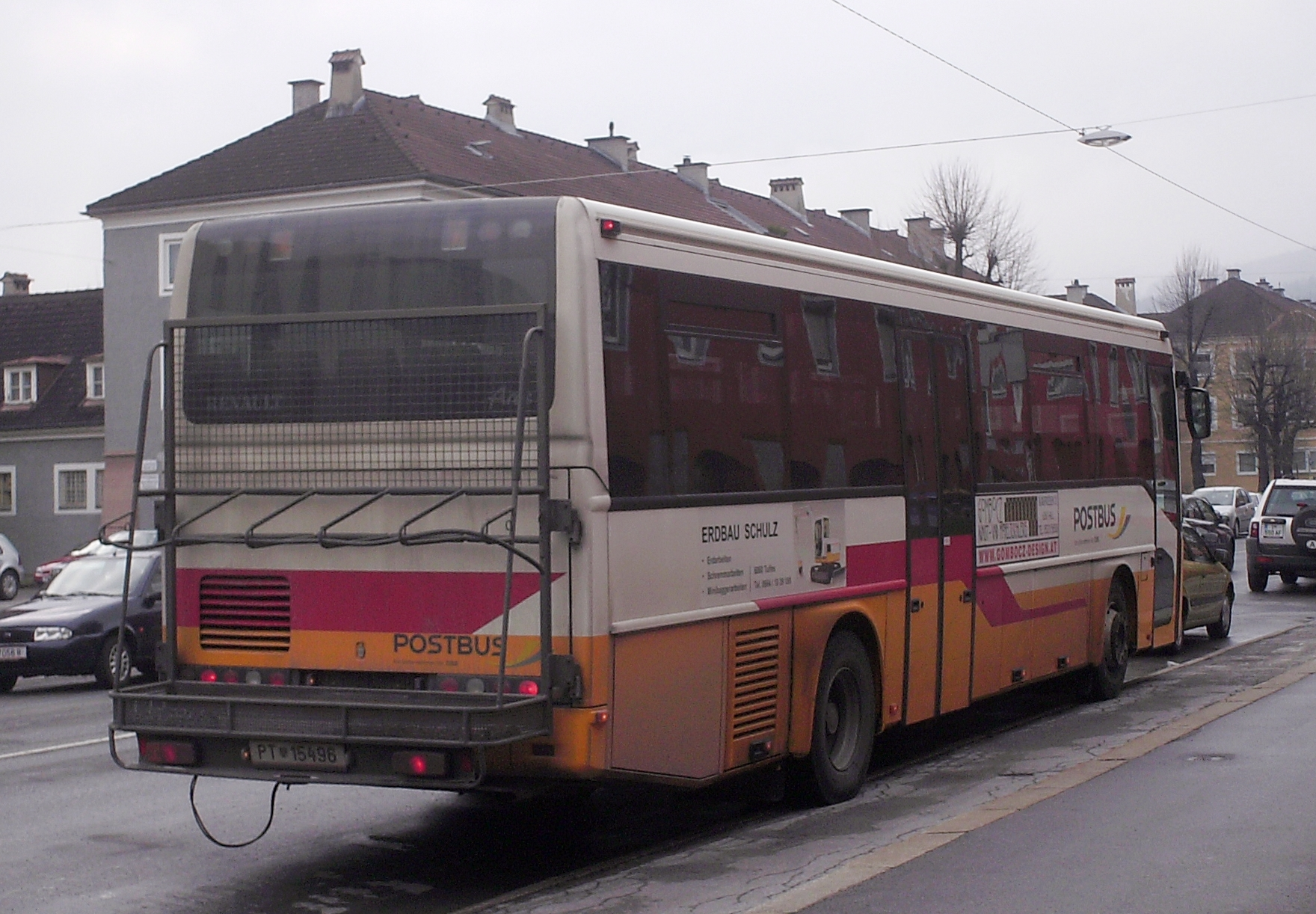
Renault Ares mit der früheren Bundesbus-Reiselackierung in Innsbruck
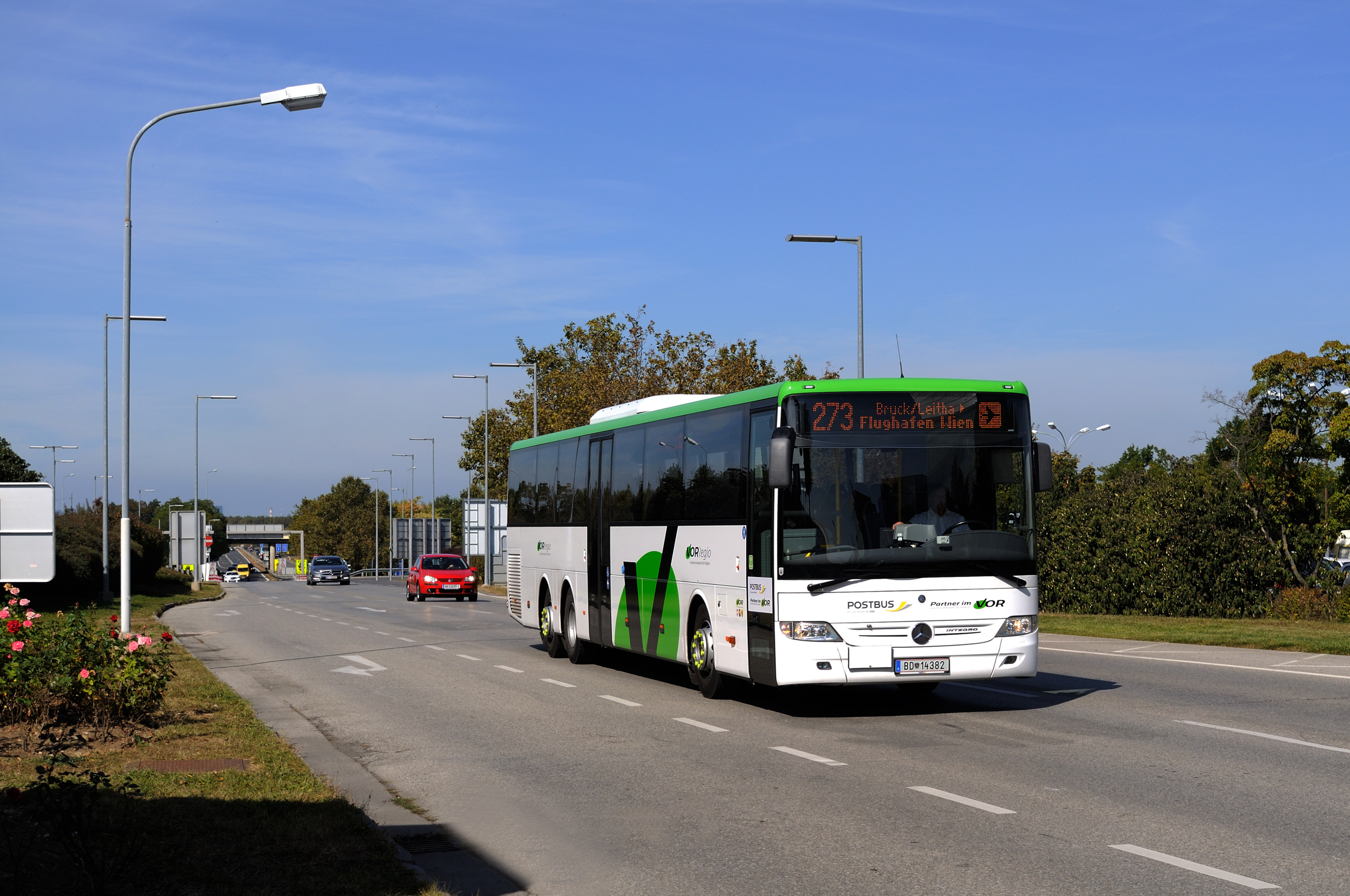
Mercedes-Benz Integro L im VOR-Design als Linie 273 am Flughafen Wien-Schwechat
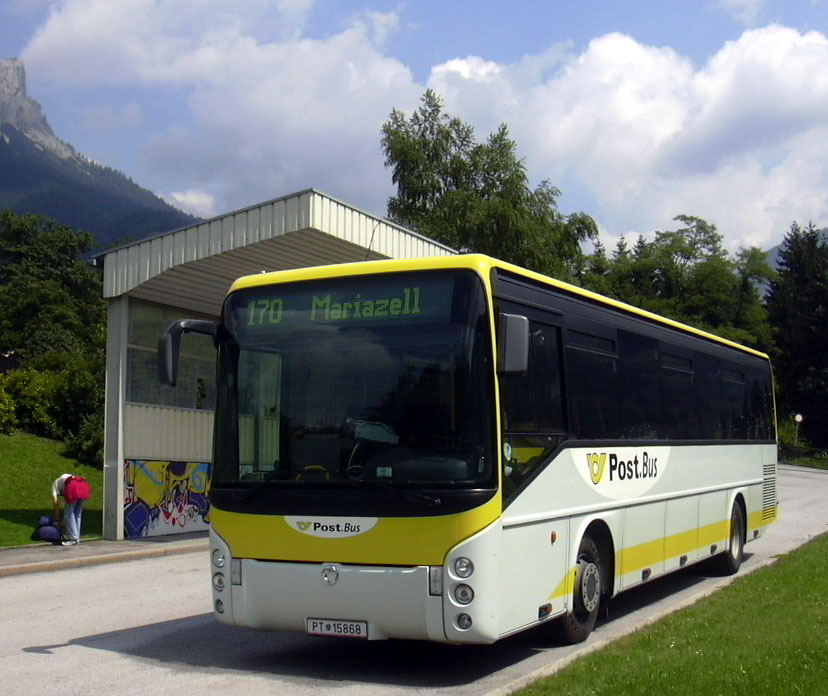
Irisbus Ares in der Farbgebung Lichtgrau/Zinkgelb (altes Logo)
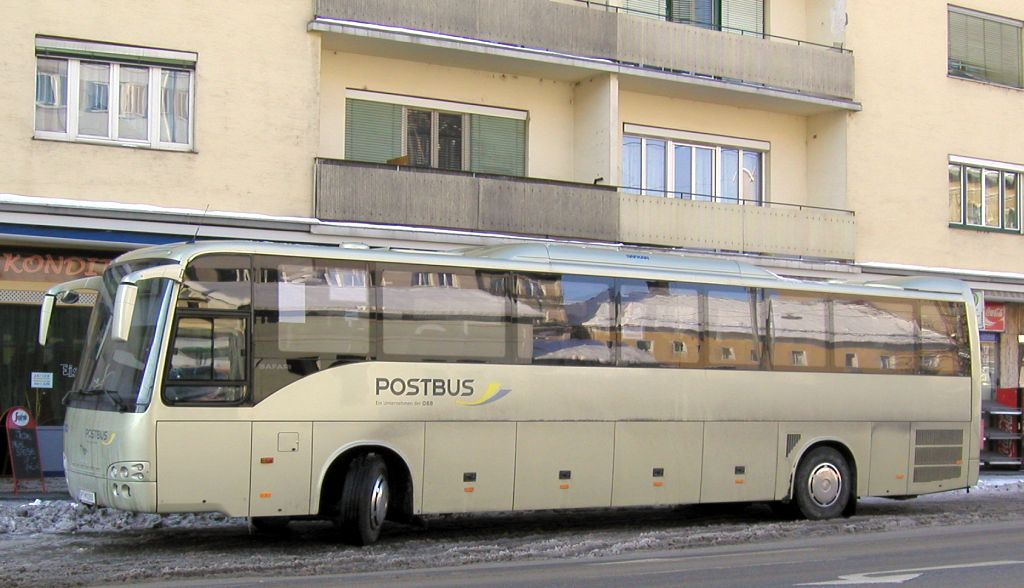
Temsa Safari (Baujahr 2005) in Sandquarz Metallic
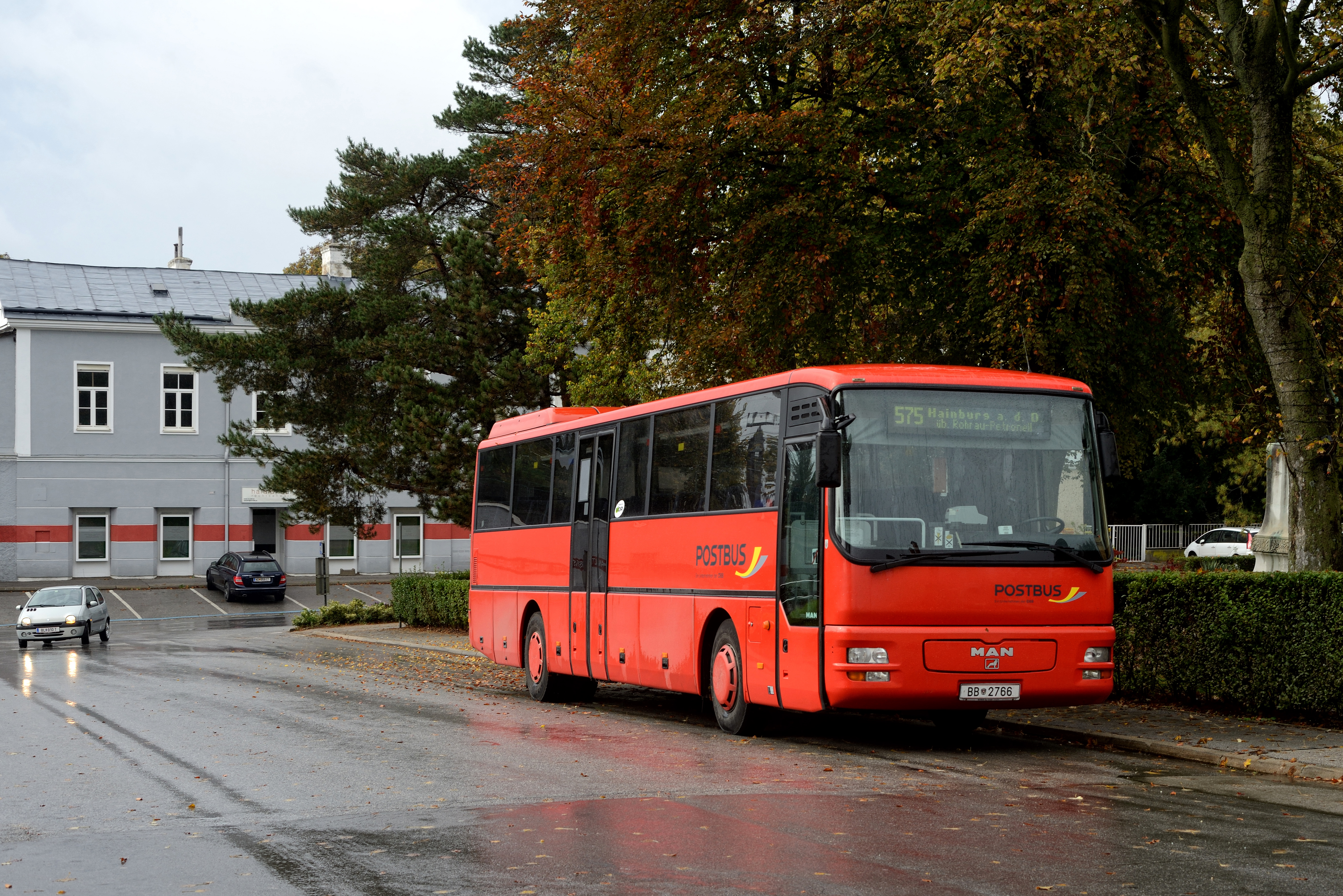
MAN ÜL 353 in verkehrsroter Bahnbus-Farbgebung
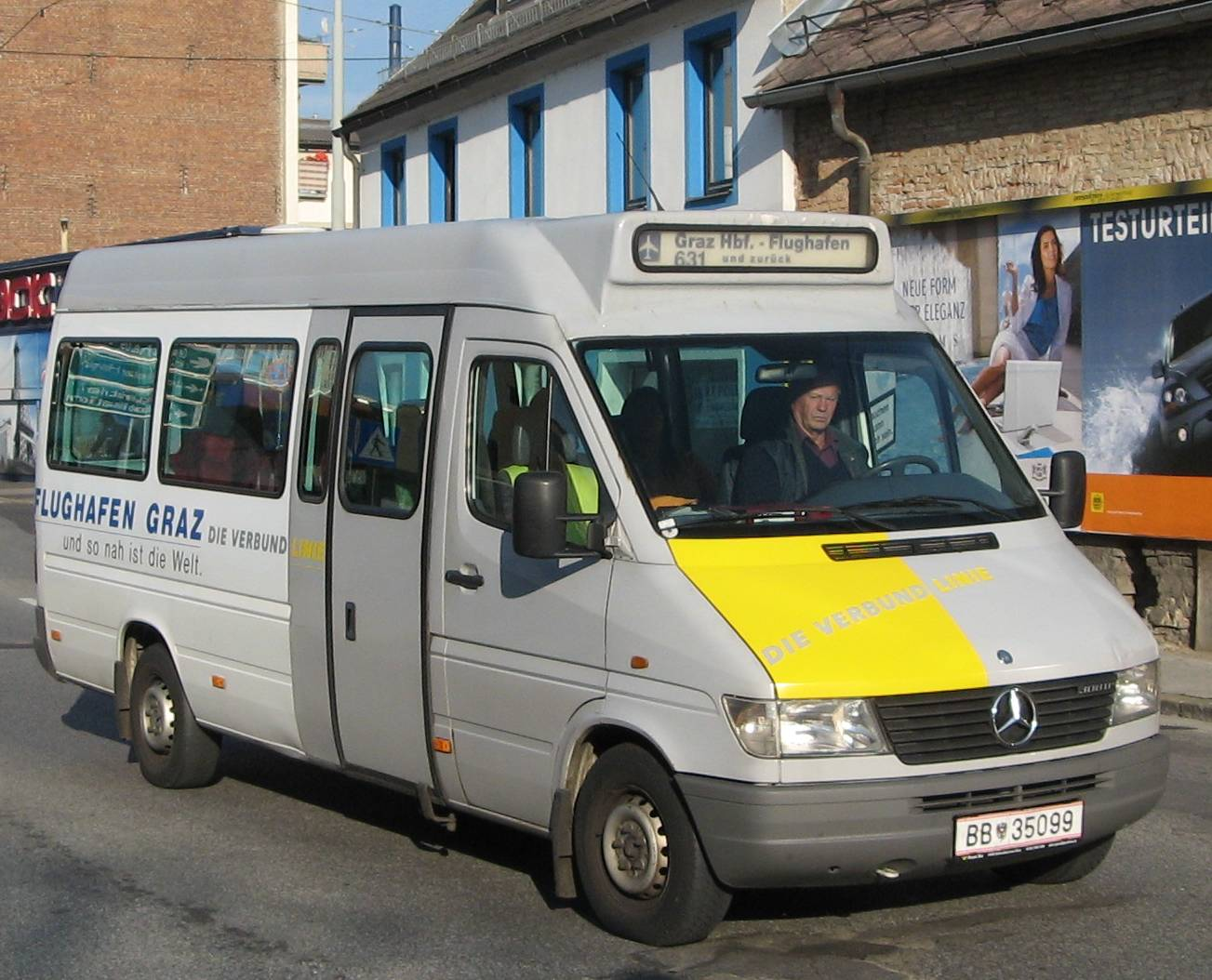
Mercedes-Benz Sprinter in der Farbvariante der Verbund Linie Steiermark (mittlerweile ausgeschieden)

## Ähnliche Dienste
- Kraftpost (Deutschland)
- Postauto (Schweiz)
- Bahnbus (Österreich)